# Bambi (film, 1942)
Pour l’article homonyme, voir Bambi.
Vous lisez un « article de qualité » labellisé en 2009.  Il fait partie d'un « thème de qualité ».
Série Classiques d'animation Disney
Dumbo
(1941) Saludos Amigos
(1942)
Série Bambi
Bambi 2
(2006)
Pour plus de détails, voir Fiche technique et Distribution.
Bambi est le 6e long-métrage d'animation et le 5e « Classique d'animation » des studios Disney. Sorti en 1942, il est adapté du roman de Felix Salten : Bambi, l'histoire d'une vie dans les bois (Bambi, Eine Lebensgeschichte aus dem Walde, 1923).
Bambi, un faon nouveau-né, apprend, au hasard de ses promenades, mille et une choses qui sont pour lui autant de sources d'émerveillement. De l'été à l'automne, il découvre ainsi les saisons une à une et affronte, pour la toute première fois, l'hiver.
C'est dès 1935 que Walt Disney entame le projet d'adapter cette œuvre, juste après le début de la production de son premier long métrage, Blanche-Neige et les Sept Nains. Cependant, en raison de différents contretemps, le film est plusieurs fois retardé. Pinocchio, Fantasia et Dumbo sont ainsi sortis avant Bambi. Malgré ou grâce à cela, Bambi propose une qualité graphique incontestable, présentant des décors et des personnages très réalistes.
En 2008, l'American Film Institute sélectionne Bambi à la troisième place des dix meilleurs films d'animation du cinéma américain dans son classement de AFI's 10 Top 10. En décembre 2011, il est sélectionné pour Le National Film Registry par le National Film Preservation Board pour la conservation à la Bibliothèque du Congrès aux États-Unis pour son « importance culturelle, historique ou esthétique ».
Une suite intitulée Bambi 2 est sortie en 2006.

## Synopsis
Dans la forêt, alors que le jour se lève, un oiseau bleu annonce à toute la forêt la naissance d'un petit prince. Dans un bosquet d'arbustes, une biche de l'espèce des cerfs de Virginie vient de donner naissance à un faon. Réveillé par sa mère, ce dernier dit bonjour à tous les animaux regroupés en cercle autour de lui. Un jeune lapin, Panpan, remarque que le faon cherche à se mettre sur ses pattes mais qu'il trébuche et tombe contre sa mère. Comme le fait remarquer le hibou, il manque de sommeil et les animaux laissent la mère et son petit. Panpan demande le nom du faon à sa mère, elle lui répond : « Bambi ». Au loin un cerf couronné de grands bois observe la scène.
Le lendemain, Bambi en marchant derrière sa mère, redécouvre un à un les animaux de la forêt : les perdrix, les opossums pendus par la queue à une branche, une taupe creusant son tunnel et les lapins dont Panpan. Bambi ayant trébuché, les lapins l'aident à se relever puis gambadent dans la forêt. Arrivé à un tronc creux, Panpan explique l'origine de son nom : il tambourine souvent du pied. Tout est prétexte à apprentissage pour le jeune faon : un arbre tombé en travers du chemin à sauter les obstacles, une bande d'oiseaux mangeant des baies à prononcer les mots « moineau », « papillon » et « fleur ». Une jeune mouffette cachée au milieu d'un parterre de marguerites se retrouve nez à nez avec Bambi qui la baptise alors tout naturellement « Fleur ».
Alors que le ciel gronde, Panpan et Bambi rentrent se mettre à l'abri. Tandis que chaque animal cherche à se protéger des gouttes, sous les ailes de leurs mères, sous les arbres ou les champignons, dans leurs terriers selon leurs tailles, Bambi blotti contre sa mère écoute la chanson de la pluie d'avril tombant sur les feuilles.
Un matin, la mère de Bambi décide de lui faire découvrir la prairie. Il y rencontre d'autres cerfs. Alors que Bambi s'élance, insouciant, sa mère l'avertit de ne pas courir dans les herbes sans avoir vérifié auparavant l'absence de danger car la prairie n'offre aucune protection par rapport aux buissons ou les arbustes de la forêt. Longeant un ruisseau, Bambi éclabousse un caneton qui rechigne à se mouiller. Puis, poursuivant un crapaud, Bambi découvre le reflet d'un autre faon dans l'eau d'une mare. Apeuré, il court se réfugier auprès de sa mère. L'autre faon est en fait une jeune biche prénommée Féline. Plus délurée que Bambi, qui se montre timide, elle entame une partie de cache-cache jusqu'à ce que Bambi se retrouve avec l'arrière-train dans l'eau. La situation déplait à Bambi qui décide de poursuivre Féline. Au loin dans la prairie, deux jeunes mâles s'affrontent. Bambi les imite, courant et sautant de rocher en rocher, évitant la harde en se cachant dans un tronc creux. Un cerf majestueux sort de la forêt et s'approche du jeune faon, le regarde et repart sans un mot dans la forêt. Intrigué, Bambi se demande qui il est. Sa mère le présente comme le Grand Prince de la forêt, courageux et sage.
Semblant à l'affût, le Grand Prince détecte un danger et fait partir les animaux de la prairie. Bambi, tout à sa liberté, reste au milieu des hautes herbes et, alors que sa mère le cherche, le Grand Prince l'entraîne dans la forêt juste au moment où un coup de feu retentit. Revenu au buisson de sa naissance, Bambi s'interroge sur cette menace et sa mère le met en garde contre l'homme.

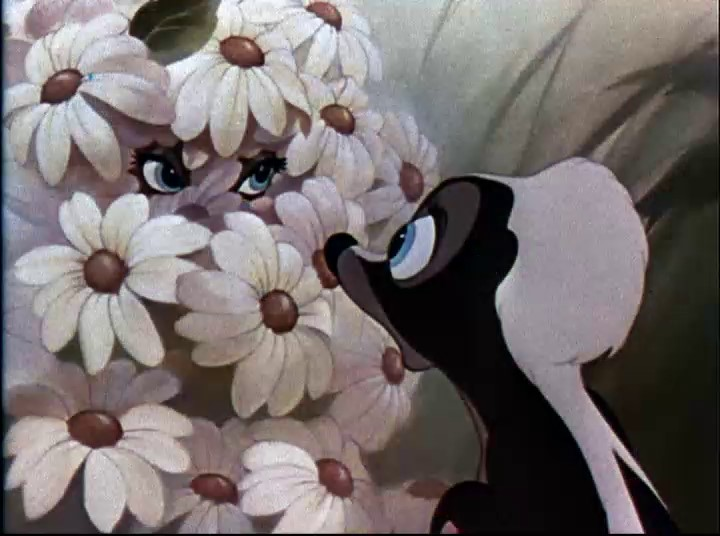
Fleur la mouffette.

L'automne s'installe et les feuilles tombent. Un matin, Bambi s'éveille et la forêt est recouverte d'un manteau blanc. Le faon découvre alors la neige car l'hiver est arrivé. Il sort de son abri et s'amuse à éviter les blocs de neige tombant des arbres. Il rencontre Panpan qui joue à glisser sur un lac gelé et lui apprend à patiner. Bientôt en confiance, Bambi tombe, glisse et entraîne Panpan dans une course qui finit dans la neige poudreuse qui entoure le lac. La nourriture se faisant rare, les cerfs doivent s'aventurer de plus en plus loin pour manger des écorces de plus en plus haut sur les troncs d'arbres. Bambi se plaint auprès de sa mère de la faim et de la longueur de l'hiver.
Un matin, sa mère lui fait découvrir quelques brins d'herbe nouvelle dans une clairière ; le printemps est proche. Pendant leur quête de nourriture, un danger approche et les deux animaux courent vers un bosquet à la recherche d'un couvert. Un coup de feu retentit, sa mère, juste derrière Bambi, l'encourage à courir sans se retourner, puis un autre coup de feu éclate. Bambi regagne son abri, content d'arriver le premier. Inquiet que sa mère ne le suive pas, il ressort malgré la neige qui tombe à gros flocons. Il rencontre alors le Grand Prince qui, en l'appelant « mon fils », l'informe que sa mère ne « sera plus jamais auprès de lui ».
Le printemps revenu, les oiseaux batifolent, forment des couples, chantent et mettent en colère le hibou qui s'envole vers les branches d'un arbre. Bambi a grandi et il teste ses jeunes bois sur un tronc. Alors qu'il retrouve Panpan et Fleur, il se demande ce qui rend les oiseaux aussi gais. Le vieux hibou apprend aux trois jeunes ce qu'est un « coup de foudre ». Il les prévient que cela peut leur arriver à tous les trois mais le trio n'y croit pas. Alors qu'ils avancent dans la forêt, Fleur découvre une femelle moufette cachée dans un bouquet de fleurs et tombe instantanément amoureux après un baiser imprévu. Peu après, c'est au tour de Panpan de succomber aux charmes d'une jeune lapine beige. Abandonné par ses amis amoureux, Bambi poursuit seul son chemin jusqu'à une petite mare sous un saule pleureur. Il se désaltère quand arrive Féline. Bambi tombe à nouveau à la renverse dans la mare en se prenant les bois dans une branche fleurie. Féline en profite pour lui donner un baiser. Émoustillé, le jeune cerf s'imagine alors dans un monde de rêve courant derrière Féline. Il retombe dans la réalité quand Ronno, un autre jeune mâle apparaît, qui défie Bambi. Le combat s'engage sous les frondaisons. Bambi parvient à jeter son adversaire dans une mare et, vainqueur, rejoint Féline en haut d'un promontoire. Le couple court alors sous une obscurité crépusculaire profitant de son histoire d'amour au milieu des pétales de fleurs emportées par le vent.
C'est à nouveau l'automne. Le jeune couple dort mais Bambi est réveillé par son instinct de l'approche d'un danger. Il retrouve son père, le Grand Prince, et, du haut d'une falaise, ils aperçoivent un feu de camp. Féline, qui s'est entre-temps réveillée, part à la recherche de Bambi. Un coup de feu éclate et une perdrix se fait tuer. De nombreux autres coups de feu retentissent et Féline est soudain poursuivie par une meute de chiens de chasse. Elle grimpe sur une colline rocailleuse pour leur échapper quand Bambi se lance dans la meute pour la défendre et faire fuir les chiens. Sautant par-dessus un précipice, Bambi est blessé par une balle et ne parvient pas à se relever.
Au camp des chasseurs, le feu de camp se propage aux herbes puis aux arbres : la forêt brûle et les animaux fuient. Le Grand Prince, qui a rejoint son fils, lui intime l'ordre de se relever, ce qu'il finit par faire. Ensemble, ils longent une rivière puis sautent du haut d'une cascade tandis que le feu les poursuit. Les animaux de la forêt, dont Féline, se réfugient sur les îles d'un lac, où les retrouvent Bambi et son père, tandis qu'au loin les collines se sont transformées en brasiers.
Un nouveau printemps renaît de la forêt calcinée. Panpan et ses quatre enfants, Fleur et son fils appelé Bambi, réveillent le hibou pour le prévenir d'une grande nouvelle. Tous les animaux sont assemblés pour accueillir les deux faons nouveau-nés de Féline. Bambi et son père observent la scène du haut d'un promontoire puis le Grand Prince de la forêt se retire, laissant son fils prendre seul sa place.

## Fiche technique
- Titre original : Bambi
- Réalisation : David D. Hand
  - Superviseurs de séquences : James Algar, Bill Roberts, Norman Wright, Sam Armstrong, Paul Satterfield et Graham Heid
- Scénario :
  - Direction du scénario : Perce Pearce d'après Felix Salten
  - Adaptation : Larry Morey
  - Développement : George Stallings, Melvin Shaw, Carl Fallberg, Chuck Couch et Ralph Wright
- Conception graphique :
  - Directeur artistique : Thomas H. Codrick, Robert C. Cormack, Al Zinnen, McLaren Stewart, Lloyd Harting, David Hilberman, John Hubley et Dick Kelsey
  - Décors : Merle T. Cox, Tyrus Wong, W. Richard Anthony, Art Riley, Stan Spohn, Robert McIntosh, Ray Huffine, Travis Johnson, Ed Levitt et Joe Stahley
- Animation :
  - Supervision de l'animation : Frank Thomas, Milton Kahl, Eric Larson et Olliver M. Johnston Jr
  - Animateurs : Fraser Davis, Preston Blair, Bill Justice, John Bradbury, Don Lusk, Bernard Garbutt, Retta Scott, Joshua Meador, Kenneth Hultgren, Phil Duncan, Kenneth O'Brien, George Rowley, Louis Schmitt, Art Palmer, Art Elliott, Kenneth Muse et Michael Lah
- Son : Robert O. Cook (supervision)
- Effets spéciaux : Ub Iwerks
- Musique : Frank Churchill et Edward H. Plumb
  - Direction musicale : Alexander Steinert
  - Orchestrations : Charles Wolcott et Paul J. Smith
  - Arrangements choraux : Charles Henderson
- Production : Walt Disney
- Société de production : Walt Disney Pictures
- Société de distribution : RKO Radio Pictures
- Pays :  États-Unis
- Langue : anglais
- Format : Couleur (Technicolor) - 35 mm - 1,37:1 - son mono (RCA Sound System)
- Durée : 68 minutes
- Dates de sortie :
  - États-Unis : 13 août 1942
  - France : 15 juillet 1947[1]
  - Belgique : 18 décembre 1947

Le film est dédié à Sidney A. Franklin avec la mention « À Sidney A. Franklin, notre sincère appréciation pour sa collaboration inspiratrice ».
Sauf mention contraire, les informations proviennent de Frank Thomas et Ollie Johnston, Leonard Maltin, Pierre Lambert, et John Grant

### Restauration de 2005
- Centre de conservation des films de la Bibliothèque du Congrès à Dayton (Ohio) :
  - Responsable des films nitrate : George Willeman
  - Spécialiste des films nitrate : Irwin Rosenfeld
- Restauration :
  - Direction de la post-production : David Candiff
  - Coordination de la post-production : Cory Hansen
  - Supervision étalonnage : Bruce Tanscher
  - Restauration : Sara Duran-Singer, Steve Poehlein, David Bossert, Joe Giuliano, Theo Gluck, Kevin Schaeffer, Robert H. Bagley
  - Bibliothécaires de recherche animation : Tim Campbell, Fox Carney, Doug Engalla, Ann Hansen, Vivian Procopio, Joanna Samija, Lella Smith, Matt Tsugawa
- Restauration image : Lowry Digital Images
  - Supervision : Ryan Gomez
  - Production : Liza Diott
  - Spécialistes restauration : Patrick Almanza, Jackie Lopez, Anthony Di Matteo, Matthew Mayberry, Jacob Hair, Doran Mc Gee, Adam Herpy, Julie Ornburn, John Kopjanski, Jeff Schiffman
  - Spécialistes nettoyage : Casey Basichis, Sarah Mc Grail, John Bucholtz, Adam Senate, Carlos Long, Aurelio Vera
- Numérisation : Technicolor Digital Intermediates de Technicolor Company
  - Productopn : April Mc Morris
  - Coloriste : Timothy Peeler
- Réenregistrement : Buena Vista Sound Studio
  - Mixage : Keith Rogers et Terry Porter
- Restauration du son : Sonic Music Studio à New York
  - Supervision : Andreas K. Meyer
- Remerciements spéciaux à Sara Bleick, Kent Gordon, Mary Hogg, Robyn Roberts et Hermann Schmidt
- Société de distribution : Buena Vista Pictures Distribution

Source : DVD Collector Bambi (2005)

## Distribution

### Voix originales
- Bobby Stewart : Baby Bambi (Bambi bébé)
- Donnie Dunagan : Young Bambi (Bambi jeune)
- Hardie Albright : Adolescent Bambi (Bambi adolescent)
- John Sutherland : Adult Bambi (Bambi adulte)
- Paula Winslowe : Bambi's Mother (Mère de Bambi)
- Cammie King : Young Faline (Féline jeune)[n 2]
- Ann Gillis : Adult Faline (Féline adulte)
- Mary Lansing : Aunt Ena (Tante Ena) / Mrs. Possum (Mme Opossum)
- Fred Shields : Prince Of The Forest (Prince de la Forêt)
- Will Wright : Friend Owl (M. Hibou)
- Stanley Alexander : Young Flower (Fleur jeune)
- Sterling Holloway : Adult Flower (Fleur adulte)
- Peter Behn : Young Thumper (Panpan jeune)
- Sam Edwards : Adolescent Thumper (Panpan adolescent)
- Tim Davis : Adult Thumper (Panpan adulte) / Adolescent Flower (Fleur adolescent)
- Thelma Boardman : Mrs. Quail (Mme Caille) / Girl Bunny (Petite Lapine) / Female Pheasant (Faisan femelle)
- Margaret Lee : Thumper's Mother (Mère de Panpan)
- Marion Darlington : Birds (oiseaux)[8]
- Thelma Hubbard
- Otis Harlan : Mole (Taupe)
- Jeanne Christy
- Janet Chapman
- Bobette Audrey
- Jack Horner
- Francesca Santoro
- Babs Nelsob
- Sandra Lee Richards
- Dolyn Bramston Cook
- Elouise Wohlwend
- Clarence Nash : Toad (Crapaud)

Sauf mention contraire, les informations proviennent de John Grant

### Voix françaises

#### 1erdoublage(1945)
- B. Gilles : Bambi jeune[9]
- Maurice Porterat : Bambi adulte
- Hélène Tossy : la mère de Bambi
- Marie-Claire Marty : Féline enfant
- Samson Fainsilber[10] : le Grand Prince de la forêt
- Lucien Blondeau : Maître Hibou
- Maurice Nasil : Fleur
- Lita Recio : la mère de Panpan
- Gaby Wagner : voix additionnelles

Doublage français réalisé par les entreprises cinématographiques André Norévo aux studios CTM de Gennevilliers ; direction artistique : Daniel Gilbert ; direction musicale : Jean Cussac ; dialogues : André Rigaud ; enregistrement : Guy Plouganou
Note : Les chansons sont conservées en version originale.
Sources : Pierre Lambert, Les Grands Classiques et Dans l'ombre des studios.

#### 2edoublage(1979)
- Franck Baugin : Bambi jeune
- Bernard Alane : Bambi adulte
- René Arrieu : Grand Prince le Père de Bambi
- Liliane Patrick : Mère de Bambi
- Aurélia Bruno : Panpan jeune
- Jean-François Duhamel : Panpan adulte
- Gérard Hernandez : M. Hibou
- Marie-Françoise Sillière : Fleur jeune
- William Coryn : Fleur adulte
- Monique Thierry : Féline adulte
- Béatrice Delfe : Mère de Féline
- Jane Val : la maman des cailles

Doublage français réalisé par la Société parisienne de sonorisation (SPS) ; direction artistique : Jean-Pierre Dorat ; direction musicale : Georges Tzipine ; dialogues : Natacha Nahon ; lyrics : Pierre Delanoë
Sources : Pierre Lambert, Les Grands Classiques, Dans l'ombre des studios et Planète Jeunesse.

#### 3edoublage(1993)
- Célim Mouhoubi : Bambi jeune
- Bernard Gabay : Bambi adulte
- Dimitri Rougeul : Panpan jeune
- Emmanuel Karsen : Panpan adulte
- Jehan Pagès : Fleur jeune
- Emmanuel Curtil : Fleur adulte
- Morgan Flahault : Féline jeune
- Aurélia Dausse : Féline adulte
- François Marthouret : Le Grand Prince de la forêt
- Maïk Darah : Mère de Bambi
- Édith Barijoane : Mme Lapin
- Gérard Hernandez : M. Hibou
- Bénédicte Lécroart et Jean-Claude Corbel : Solistes chansons

Doublage français réalisé par Alphabet Productions aux studios de Joinville (dialogues) et aux studios de la Grande Armée (chansons) pour Disney Characters Voices International ; direction artistique : Jean-Pierre Dorat ; direction musicale : Georges Costa ; dialogues : Claude Rigal-Ansous ; lyrics : Luc Aulivier ; enregistrement : Frédéric Dray
Sources : Carton du DVD Collector Bambi (2005); Les Grands Classiques et Dans l'ombre des studios.

## Distinctions

### Récompenses
- Golden Globes 1948 : Contribution spéciale
- Genesis Awards 1988 : Meilleur film classique

### Nominations
- Oscars 1943 :
  - Meilleure musique pour un film dramatique ou une comédie
  - Meilleure chanson originale (Love is a Song)
  - Meilleur son
- Satellite Awards 2005 : Outstanding Youth DVD (Disney Special Platinum Edition)

## Sorties cinéma
Sauf mention contraire, les informations suivantes sont issues de l'Internet Movie Database.

### Premières nationales

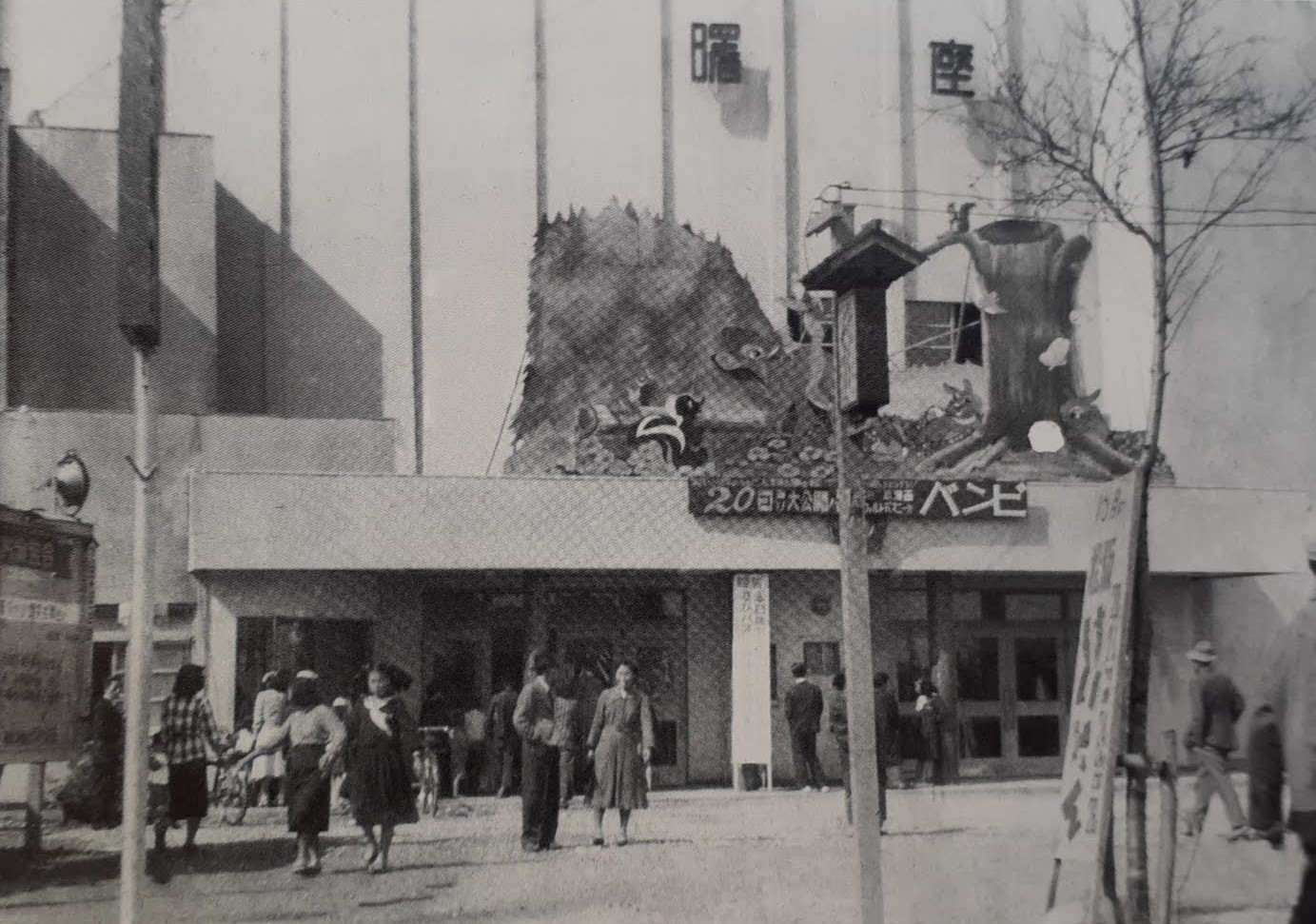
Cinéma japonais projetant Bambi en 1955.

- Royaume-Uni : 8 août 1942 Première mondiale de Londres[15]
- États-Unis : 13 août 1942 (Première à New York), 21 août 1942 (nationale)
- Brésil : 14 août 1942
- Argentine : 9 décembre 1942
- Mexique : 4 février 1943
- Australie : 15 avril 1943
- Trinité-et-Tobago : 4 juin 1943
- Suède : 4 octobre 1943
- Venezuela : 16 janvier 1944
- Luxembourg : 17 mars 1944
- Suisse : 17 mars 1944 (région germanophone)
- Guatemala : 21 septembre 1944
- Honduras : 12 octobre 1944
- Turquie : 16 novembre 1944
- Canada : 24 juillet 1945
- Tchécoslovaquie : 15 octobre 1945
- URSS : 17 mai 1946
- Norvège : 26 décembre 1946
- Danemark : 3 mars 1947
- Hong Kong : 13 mars 1947
- France : 15 juillet 1947
- Finlande : 29 août 1947
- Belgique : 18 décembre 1947
- Pays-Bas : 18 décembre 1947
- Italie : 11 février 1948
- Autriche : 10 juin 1949
- Malaisie : 6 mars 1950
- Philippines : 24 juin 1950 (Davao)
- Espagne : 11 septembre 1950
- Allemagne de l'Ouest : 19 décembre 1950
- Japon : 18 mai 1951
- Pologne : avril 1961[16]
- Liban : 18 juin 1969
- Koweït : 21 décembre 1987

### Ressorties principales
- États-Unis : 25 décembre 1947, 3 juillet 1957, 25 mars 1966, 20 juin 1975, 4 juin 1982, 15 juillet 1988
- Danemark : 26 décembre 1954
- Finlande : 20 décembre 1957, 13 avril 1979, 31 janvier 2004 (limitée)
- Suède : 21 décembre 1957, 1er août 1969, 18 avril 1986, 23 juillet 1993
- Japon : 26 mars 1960, 8 mars 1969, 20 juillet 1974, 9 février 1979, 12 mars 1983
- Italie : 12 avril 1968, 2 avril 1976, 15 avril 1983
- Allemagne de l'ouest : 21 décembre 1973
- Royaume-Uni : 21 mars 1986, 21 juillet 1993, 18 avril 2009 (limitée)
- Australie : 23 juin 1988, 18 septembre 1993
- Allemagne : 17 juin 1993
- France : 18 décembre 1957[17], 17 décembre 1969[17] (en tête du box-office pour la semaine du 10 au 16 décembre), 4 avril 1979, 22 octobre 1986, 20 juin 1993[18]

## Sorties vidéo
- 28 septembre 1989 - VHS (Québec et États-Unis) avec 2e doublage
- Printemps 1994 - VHS avec format 4/3 et 3e doublage
- mars 1997 - VHS (Québec et États-Unis) avec 3e doublage
- 20 mai 1998 - VHS avec image restaurée et 3e doublage
- 20 mai 1998 - LaserDisc avec 3e doublage
- 15 février 2005 - VHS, DVD et Double DVD Collector avec restauration numérique, format 4/3 et 3e doublage incluant Le Vieux Moulin
- 2 mars 2011 - DVD et Blu ray Édition Diamant (France) avec 3e doublage

## Origine et production

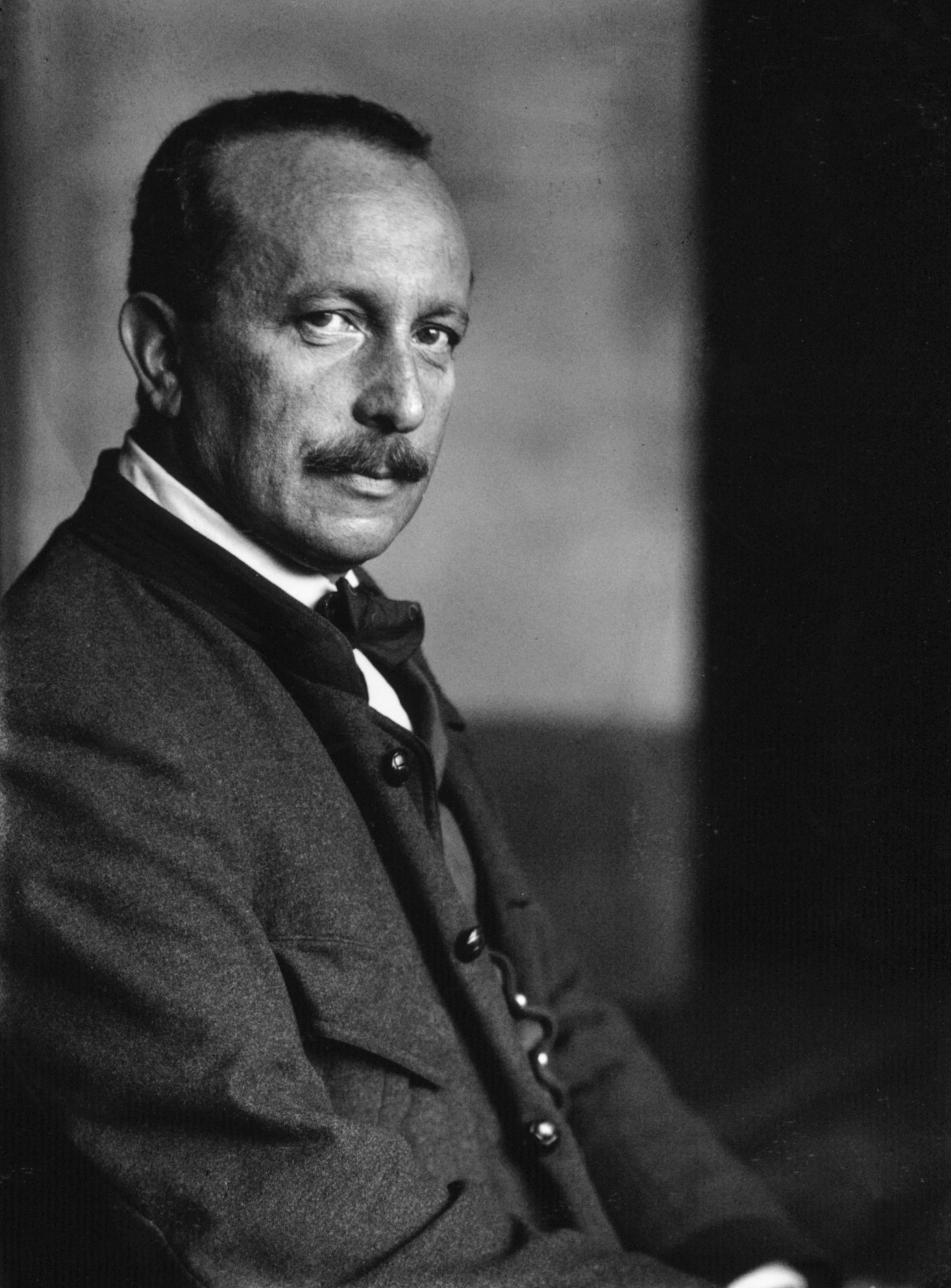
Felix Salten en 1910.

Le film Bambi est une adaptation d'un livre à succès de Felix Salten.

### Felix Salten, inspirateur de Walt Disney
De son vrai nom Siegmund Salzmann, Felix Salten est un journaliste austro-hongrois qui connaît la célébrité en 1923 avec son premier roman animalier, Bambi, l'histoire d'une vie dans les bois (Bambi, Eine Lebensgeschichte aus dem Walde),. C'est lors d'un voyage dans les Alpes que, charmé par la nature environnante, Felix Salten imagine l'histoire d'un chevreuil baptisé « Bambi », nom formé d'après le mot italien bambino, qui signifie à la fois « bébé » et « enfant ».
Avec le succès de Bambi, traduit en anglais dès 1928,,, l'éditeur de Salten demande à l'auteur de se spécialiser dans ce genre littéraire. Ainsi, en 1923, la même année, Salten publie deux autres romans animaliers : Die Jugend des Eichhörnchens Perri (La jeunesse de l'écureuil Perri) et enfin Der Hund von Florenz (Le chien de Florence).
Ses deux autres romans animaliers seront aussi adaptés par les studios Disney : Die Jugend des Eichhörnchens Perri sous le titre de Les Aventures de Perri (The Story of Perri) en 1957, et Der Hund von Florenz sous le titre Quelle vie de chien ! (The Shaggy Dog) en 1959.
En 1940, Felix Salten écrit et publie une suite à son premier roman animalier : Les Enfants de Bambi, une famille dans la forêt (Bambis Kinder, Eine Familie im Walde) mais le studio Disney ne s'en servira pas pour faire la suite de Bambi sous le titre Bambi 2.

### Genèse du projet
Les initiateurs du projet traditionnellement cités, les dates de début du projet ou les étapes de son développement, varient selon les auteurs. Pour les premiers, les noms les plus fréquents sont Thomas Mann et Sidney Franklin tandis que la date de début du projet varie entre 1933 et 1937.

#### Thomas Mann, initiateur mythique
Selon Donald Prater, biographe du prix Nobel de littérature allemand Thomas Mann, Mann était un grand admirateur de l'œuvre de Salten. Ils se retrouvent tous les deux volontairement exilés en Suisse pour leur opposition à la montée du nazisme dès 1933 pour Mann, à partir de 1934 puis définitivement en 1938 pour Salten. C'est pendant cette période que les deux auteurs se rencontrent. Par ailleurs, Thomas Mann fait la connaissance de Walt Disney lors de son premier voyage aux États-Unis en juin et juillet 1935. Ils sont tous les deux faits docteur honoris causa de l'Université Harvard en même temps, le même jour. C'est cette concordance des dates qui fait dire et écrire dans les milieux du cinéma, comme dans le livre d'Allan Lazar sur les 101 personnages de fiction les plus célèbres, que Thomas Mann initie Walt Disney à l'œuvre de Salten et au roman Bambi, donnant ainsi l'idée du film.
Thomas Mann quitte son exil suisse pour venir s'installer à Princeton à l'automne 1938. La seule chose véritablement établie permettant de relier Mann, Disney et Salten, est une rencontre à Hollywood entre Disney et Mann. Ce dernier rentre en contact avec Disney pour le solliciter à soutenir l'institut que Salten a créé en Suisse, demande qui n'aura d'ailleurs aucune suite. Ce qui confirme les propos de Dagmar Lorenz qui indique que cette approche, datée de 1939, aurait eu lieu dans le cadre d'une demande d'assistance pour son ami d'exil, plus prosaïquement afin de recevoir l'argent des droits d'adaptations.

#### Sydney Franklin, initiateur du film
La plupart des auteurs liés à l'univers Disney n'évoquent pas Thomas Mann et situent les débuts du projet quelques années plus tôt. Pour Pierre Lambert, Sidney A. Franklin propose à Disney dès 1933 d'adapter l'histoire de Salten mais Disney n'accepte que trois ans plus tard en 1936. Pour John Grant, le projet débute en 1935 lorsque Walt Disney, après avoir lu l'œuvre de Salten, décide de l'adapter mais découvre que Sidney Franklin détient les droits d'adaptation, droits obtenus par Disney durant l'été 1937. Pour David Koenig, Disney envisage le film en 1935, sans préciser de raison, et découvre alors que Franklin en détient les droits depuis 1933. Disney parvient à persuader Franklin de lui céder les droits en contrepartie de la participation de Franklin au film. Maltin reprend la même genèse que Grant et Koenig mais la situe durant l'année 1937 et insiste sur la découverte, nécessitant une négociation avec Franklin, de l'acquisition des droits par ce dernier. Steven Watts mentionne un début de projet par un petit groupe d'animateurs alors que les autres longs métrages s'achèvent, sans plus de précision. Robin Allan évoque une note interne confirmant le travail sur Bambi en février 1938.
La genèse qui transpire dans ces versions « Disney » est celle de Franklin Thomas et Ollie Johnston (superviseurs de l'animation du film) parue en 1990 dans Walt Disney's Bambi et développée par Robin Allan dans Walt Disney and Europe (1999). Cette genèse est la suivante :
En 1933, Franklin achète les droits d'adaptation de Bambi à Salten et cherche à faire un film en prise de vues réelles,. Il enregistre pour cela des dialogues avec les acteurs Margaret Sullavan et Victor Jory. En 1935, ne parvenant pas réellement à adapter l'œuvre sous la forme d'un film en prise de vue réelle, il contacte Walt Disney, qui avait annoncé à l'été 1934 son intention de réaliser un long métrage d'animation. Franklin écrit une lettre à Disney le 20 avril 1935, donc avant le premier contact Mann/Disney, offrant une coopération « afin de capturer le lyrisme du livre ».
Disney s'enthousiasme de cette proposition mais, en 1935, le studio n'avait pas encore achevé son premier long métrage, Blanche-Neige et les Sept Nains (1937). Ce projet est très consommateur en termes de ressources et d'énergie mais Disney, optimiste, entame quand même la production d'autres longs métrages. Bambi devait ainsi être le second long métrage du studio, prévu pour sortir à la période de Noël 1938.
Malgré son enthousiasme, Disney est accaparé par le projet de Blanche-Neige, « qui ne doit pas échouer », et ne parvient à libérer un peu de son temps pour Bambi qu'en décembre 1936. Le projet ne naît réellement qu'avec l'année 1937.

### Un projet ambitieux
Début 1937, Walt Disney nomme Perce Pearce et Larry Morey à la tête d'une équipe de travail pour le scénario,. Pearce avait travaillé comme scénariste sur Blanche-Neige et Morey comme lyriste, sur les compositions de Frank Churchill, sur le même film. Cette équipe réduite s'installe dans des locaux temporaires en attendant l'ouverture des studios de Burbank, en 1942. Ce studio temporaire baptisé l'« annexe » est situé de l'autre côté de l'Avenue Hyperion, alors siège de Disney. Le projet d'adaptation confié à Pearce et Morey est de définir une solide base de personnages puis d'écrire l'histoire. David D. Hand qui avait alors la charge de superviser toutes les productions du studio, avait ce rôle sur Blanche-Neige et le poursuit sur Bambi. Peu après le lancement de Bambi, Disney optimiste lance un autre projet, basé sur Le avventure di Pinocchio, un roman à succès de Carlo Collodi publié à la fin du XIXe siècle et dont l'adaptation Pinocchio, produit plus rapidement que Bambi, sortira au début de l'année 1940.
L'histoire de Bambi présente plusieurs défis. Elle « est beaucoup plus sérieuse, tragique, que n'importe quelle production d'animation alors réalisée », et « la totalité (ou presque) des personnages sont des animaux. » Pearce et Morey découvrent durant leur travail que, dans l'œuvre de Felix Salten, bien que les animaux parlent les uns aux autres, l'anthropomorphisme est restreint au minimum, rendant les animaux réalistes dans leurs attitudes et leurs comportements. Parmi ces animaux parlant, deux sortent du lot pour l'équipe de scénaristes : le sconse et le lièvre, qui deviendront respectivement Fleur et Panpan.
La même année, Disney confie la supervision de l'animation à Frank Thomas, Milton Kahl, Eric Larson et Olliver M. Johnston Jr, tâche qu'ils occupent jusqu'à la sortie du film à de rares exceptions près. Barrier donne pour date de début du travail d'expérimentation de Thomas et Kahl sur l'animation des faons, la fin de l'année 1939.
Dans la continuité du programme de formation des animateurs, Disney embauche le peintre animalier italien Rico Lebrun pour enseigner à ses animateurs la morphologie animalière,,. Ce professeur au Chouinard Art Institute dirige des classes de dessin durant près d'une année et demie, principalement pour les jeunes animateurs. La ressemblance avec la nature devient une obsession pour le studio qui commissionne des photographes dans la forêt et la venue d'animaux vivants aux studios. Durant la production, Lebrun reçoit un appel des services forestiers pour l'informer de la découverte d'un faon mort depuis deux jours. Par la suite envoyé au studio, il est étudié sous toutes les coutures et même dépecé, pour dessiner les mouvements de chaque muscle, de chaque os. La dissection minutieuse aurait duré une semaine avec une odeur de jour en jour un peu plus insupportable pour finir par l'étude des os. Ces études permettent à Lebrun de fournir une riche collection de dessins morphologiques du faon et aussi de concevoir un modèle miniature pouvant reproduire n'importe quel mouvement d'un vrai faon.
L'animateur Bernard Garbutt donne aussi des leçons de dessin, organise des visites au Zoo de Los Angeles et des séances de lecture pour mieux appréhender le monde animal. Ces séances sont par la suite reprises par l'animateur Fraser Davis qui possède plus d'expérience animalière que Garbutt. Durant ses études d'art à San Francisco, Davis n'assistait aux cours que le matin, se réservant l'après-midi pour étudier les animaux du zoo Fleischhacker et la soirée à la bibliothèque d'anatomie.
Dans un souci identique de réalisme, Maurice Day a été envoyé dans le Maine pour photographier la forêt. Parmi les sujets demandés par le studio, on recense des sous-bois sous différents éclairages à différents moments de la journée et des saisons, la forêt sous la pluie d'un été indien, des arbres après une tempête de neige, des toiles d'araignées couvertes de rosée, etc..

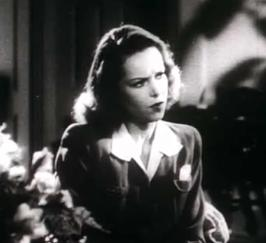
Jane Randolph dans La Féline (1942).

La même année, le studio engage des acteurs, dont les actrices Jane Randolph et Donna Atwood (qui épousa l'animateur Frank Thomas), une vedette du spectacle Ice Capades, comme modèles humains pour certaines scènes. Leurs prestations servent pour la scène culte de Panpan apprenant à patiner à Bambi.
Dès l'annonce par Disney de la production de Bambi, l'État du Maine, par l'intermédiaire de la commission du développement, envoie deux faons aux studios Disney afin que les animateurs puissent les prendre comme modèles, un mâle et une femelle, l'un pour Bambi et l'autre pour Féline. Pierre Lambert situe cet événement juste après l'arrivée de Maurice Day dans le Maine. Les animaux sont réceptionnés en Californie durant l'été 1938. Day aurait obtenu l'envoi des deux faons en juin 1938. Cet élément imprévu répond à l'un des souhaits de Walt Disney, la recherche, pour ce film, d'un haut niveau de réalisme. Les animaux restent près d'un an dans les locaux de Disney.

### Second long métrage de Disney plusieurs fois ajourné
Destiné à être le deuxième long-métrage d'animation des Studios Disney, Bambi ne sort que plusieurs années après la date initialement prévue. Trois autres longs-métrages d'animation sortent avant lui : Pinocchio (1940), Fantasia (1940) et Dumbo (1941).

#### Problème des droits d'adaptation et autres projets
Comme évoqué, Sidney Franklin possède depuis 1933 les droits d'adaptation de l'œuvre pour un film en prise de vue réelle. Le transfert de droit entre Franklin et le studio Disney nécessite un accord. Ce n'est qu'après sa signature que la production de Bambi démarre réellement, soit au printemps 1937, en avril 1937 selon Thomas, Johnston et John Grant malgré des nominations sur le projet quelques mois plus tôt.
Toutefois l'accord de Franklin ne suffit pas. Durant l'été 1937, Roy Disney, le frère de Walt, négocie avec Felix Salten et parvient à obtenir son accord pour une adaptation cinématographique en animation. Franklin, qui en contrepartie est devenu consultant sur le projet de Disney, est gratifié d'une dédicace au générique,. Malgré le travail entamé, les problèmes liés aux droits d'adaptation ont retardé la production. Et ce n'est pas le premier retard que subira le film.
Les scénaristes n'étant pas guidés par Walt Disney comme il l'avait fait sur Blanche-Neige, ils hésitent sur les pistes à suivre pour l'histoire. La production de Blanche-Neige, dont la sortie est prévue pour la fin de l'année 1937, accapare Walt. En septembre 1937, il décide de sortir Pinocchio avant Bambi mais confirme à Pearce que Bambi sortira pour Noël 1938. Cette sortie plus rapide de Pinocchio est expliquée ainsi par Thomas et Johnston : Pinocchio est en quelque sorte « une Silly Symphony plus longue, ce que les studios Disney savent faire, alors que Bambi déconcerte Walt. »
La révision du scénario débute en octobre 1937 comme l'atteste un mémo de Walt Disney prévenant aussi du début du projet d'adaptation de L'Apprenti sorcier de Paul Dukas, qui débouchera sur la production du film Fantasia. Cet autre projet motive encore plus Walt Disney et, après une production assez rapide, ce film musical sort fin 1940,,.
Le 20 octobre 1937, Walt présente à Sidney Franklin l'avancement du scénario ; ce dernier rejette l'idée d'une abeille s'introduisant au creux de l'oreille de Bambi mais souhaite le développement du personnage du lièvre. Le 15 décembre, lors d'une réunion similaire, Franklin pense que l'équipe a bien perçu l'état d'esprit de Bambi, « pas de gag, [...] les mots passent par des actions, [...] par des sentiments. »
En juin 1938, Walt Disney montre encore des signes d'optimisme et évoque le film Bambi comme pouvant sortir dès l'année suivante. Il propose aussi, en 1939, la conservation de nombreux éléments de production — notes des réunions de travail, esquisses, décors, etc. — pour éditer un livre.

#### Première reprise, achèvement du scénario
En octobre 1938, l'équipe chargée de Bambi déménage dans un autre studio temporaire, au 861 Seward Street, les anciens locaux du Harman-Ising Studio. Cette nouvelle annexe est distante de près de 4,7 milles (7,6 km) des studios de Disney et, selon Michael Barrier, Disney n'y aurait jamais mis les pieds. Commence alors pour les scénaristes une longue période d'exploration du scénario qui ne s'achève que l'année suivante.
Avec ces nombreux retards, la production du film semble au point mort. Ce n'est qu'après le choix définitif des séquences de Fantasia que Walt s'intéresse de nouveau au projet Bambi, après le 5 janvier 1939, date du choix de la Symphonie Pastorale de Ludwig van Beethoven,. Le 5 avril 1939 se tient une réunion entre Perce Pearce, Don Graham et Rico Lebrun dont le compte-rendu permet comprendre la collaboration et la déontologie participative au sein de l'équipe de production. La réunion s'est déroulé en plusieurs parties, une première de visionnage des scènes suivi d'une critique puis un débat sur le style artistique à utiliser en comparant la caricature et le réalisme.
En août 1939, Walt Disney nomme David D. Hand réalisateur du film, avec comme tâche d'accélérer la production. À la fin du mois d'août, Disney participe à nouveau aux sessions de travail du scénario, qu'il a abandonnées depuis près d'un an. Toutefois, Walt ne se rend toujours pas dans le studio annexe. Ces éléments amènent quelques changements.
Le 1er septembre 1939, Perce Pearce demande l'autorisation à Disney « de retirer tous les méchants du film en dehors de l'Homo sapiens, afin de simplifier le conflit, les animaux ne se mangent donc plus les uns les autres. » Le 9 septembre 1939, Milton Kahl propose une réorganisation des équipes d'animation, par séquence et non plus par personnage.
À la fin de l'année, la production marque un certain avancement, plusieurs voix ont été choisies pour les personnages et enregistrées. Des esquisses illustrant les scripts, de nombreux décors de forêts ou des représentations d'animaux recouvrent les murs du studio. À peu près à la même période, Franklin Thomas et Kahl deviennent responsables de l'animation sur plusieurs séquences. Mais le film n'est pas achevé pour autant, Walt décide alors que Fantasia sera le troisième long métrage du studio, repoussant de nouveau la sortie de Bambi.
D'autres motifs de retard se succèdent aux précédents. Le 3 février 1940, Disney souhaite « une couleur moins réaliste, plus subjective, une couleur qui provoque un sentiment et qui ne copie pas simplement la nature. » Lors de tests de projection, alors qu'ils sont entraînés par Bernard Garbutt depuis près d'un an grâce à des sessions de cours du soir à faire de Bambi un film très réaliste, les animateurs sont surpris et découragés de voir que leurs personnages manquent d'humanité en partie à cause de l'absence naturelle d'éléments (joues, lèvres...) permettant aux cerfs de parler.
Selon Johnston et Thomas, la date du 1er mars 1940 est la plus importante de la production du film. Ce jour-là, deux scènes sont présentées à Walt Disney : celle des premiers pas de Bambi animée par Thomas et celle de la rencontre avec Féline animée par Kahl. Disney s'exclame alors « C'est du bon boulot, sans rire... Ces personnages sont de l'or pur, ». La première scène comprend une séquence d'un peu plus de deux minutes montrant la rencontre de Bambi et Panpan, dessinée par Thomas et Kahl avec, entre autres :
- le faon revu de manière plus humanisée par Marc Davis venu donner un coup de main sur le film ;
- des décors de Tyrus Wong (voir ci-dessous) ;
- la voix de Peter Behn (voir ci-dessous).

Après quatre années de doutes le film semble avoir enfin trouvé sa voie.
À la fin du printemps 1940, plusieurs animateurs ayant travaillé temporairement à la pré-production de Bambi sont libérés de leurs tâches précédentes pour animer Bambi. Eric Larson et Olliver M. Johnston Jr sont transférés en avril 1940 de l'animation de Fantasia à celle de Bambi, suivis par Davis (qui avait déjà prêté la main au film) et Garbutt (qui formait le soir les jeunes animateurs du film). Rapidement, près de 20 minutes de films sont réalisées. À la fin du printemps 1940, l'ambiance au studio change : la dépression due aux mauvais résultats de Pinocchio est passée, et le film Bambi, d'abord perçu comme une œuvre d'art à l'instar de Fantasia, est aussi accepté comme un film de divertissement. Le 19 avril, Disney évoque la possibilité de faire de Bambi un film itinérant, à l'instar de Fantasia (cf. Fantasia - Un spectacle itinérant) mais cette exploitation entamée en novembre 1940 s'arrêta en raison de son coût. À la même période, l'étape d'écriture du scénario, l'adaptation du texte de Salten qui semble avoir pris pas mal de temps, prend fin. Selon Barrier, elle s'achève entre la sortie de Pinocchio et Fantasia, soit en juillet 1940.
Le scénario final est découpé par Thomas et Johnston en huit parties :
1. Le nouveau prince ;
2. La forêt ;
3. Le pré ;
4. L'hiver ;
5. Le printemps ;
6. Féline ;
7. Danger dans la forêt ;
8. Retour du printemps.

#### Problèmes de budgets, nécessité de faire d'autres films
Tout au long de l'année 1940, le projet Bambi progresse. Mais depuis le début de l'année, le studio est confronté, cette fois, à plusieurs problèmes pécuniaires. Selon Christopher Finch, « la production de Fantasia absorbait les ressources de l'entreprise [Disney] » et « la production de Bambi avait été confiée à une équipe squelettique. » Les deux films sortis en 1940, Pinocchio (environ 2 600 000 USD) et Fantasia (environ 2 300 000 USD), nécessitent des budgets de plusieurs millions de dollars au total mais ne réalisent pas les résultats escomptés. Leurs revenus ne dépassent pas le million de dollars pour leur première exploitation.
Le studio tente de réduire les dépenses mais le budget alloué à Bambi atteint dès septembre 1940, les 858 000 USD. Dans le but d'obtenir quelques revenus, le studio Disney lance dans l'année 1940 deux films à petit budget avec l'espoir que les revenus récoltés permettent la production d'autres projets,.
Le premier nouveau projet est Le Dragon récalcitrant, mêlant documentaire en prise de vue réelle et animation, pour un budget réduit à 600 000 USD et le second est Dumbo produit pour environ 800 000 USD,,. Ces deux films permettent principalement en raison de leurs coûts réduits, d'avoir quelques revenus et d'achever la production de Bambi.

#### Seconde reprise
Malgré ces problèmes financiers, la production de Bambi progresse durant l'année 1940. Le scénario achevé depuis juillet 1940, l'animation peut se faire à un rythme plus rapide. Dès l'automne une grande part de l'animation est déjà réalisée. Comme certaines scènes ont été refaites depuis les premiers enregistrements vocaux, des dialogues sont réenregistrés par les acteurs, soit trois ans plus tard.

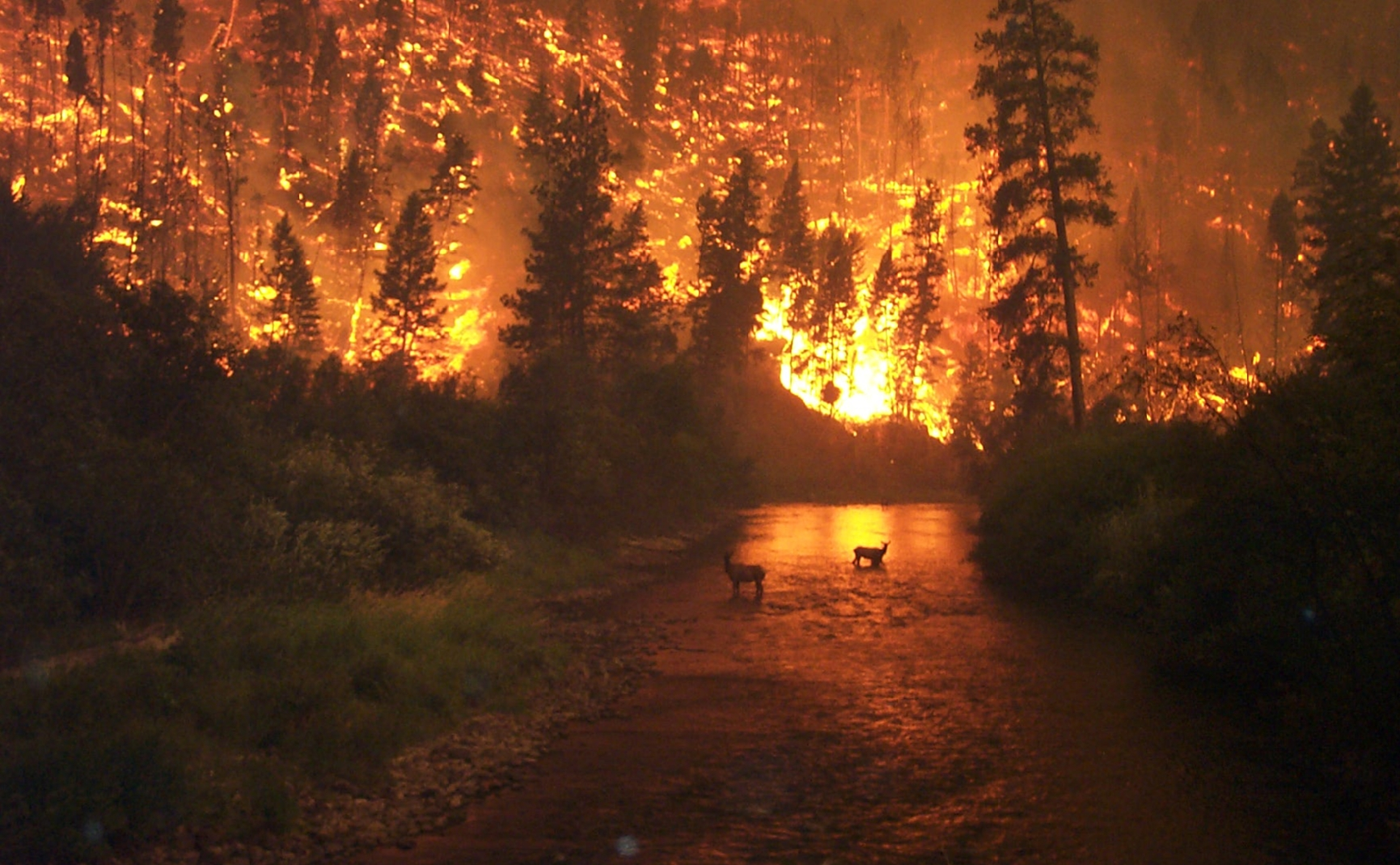
Cervidés acculés dans la rivière Bitterroot par un incendie dans la forêt nationale de Bitterroot, dans le Montana, aux États-Unis, le 6 août 2000.

Le 24 octobre 1940, Disney visionne ce qui semble être une version préliminaire complète avec la musique. Cette version est composée de toutes les scènes, certaines encore à l'état d'esquisses, et avec des enregistrements parfois incomplets. À l'issue de la projection, Disney est mécontent de la musique car elle fait « prendre le risque au film d'être trop subtil » ; comme le note Barrier, la sortie concomitante de Fantasia justifie peut-être cet avis. Thomas et Johnston précisent que Walt venait de visionner la séquence de la Symphonie pastorale de Fantasia et, à la moitié de la projection de la séquence de l'incendie de Bambi, mise en musique par Edward H. Plumb, il stoppe la projection. Walt demande au projectionniste de projeter la scène de Bambi avec la musique de Fantasia, afin de souligner l'importance de la force de la musique et son souhait d'avoir la même chose pour Bambi. Il déclare : « La musique doit donner une emphase dramatique et je ressens une monotonie au travers [...] La façon dont le film est dessiné vous permet de ne pas le dire avec des dialogues, vous avez la musique qui le fait [...] [Fantasia] a prouvé qu'on peut le faire. »
Début 1941, il ne reste que l'animation de la scène de l'incendie, scène ajoutée par Disney au roman de Salten. Cette scène est toutefois longue et nécessite beaucoup de travail. Pour Walt, c'est la scène finale du film dans laquelle Bambi découvre qu'il existe quelque chose de plus puissant que l'homme dans la Nature, le feu. Disney souhaite avoir, au sein de cette longue séquence, une scène montrant, après l'incendie, un chasseur mort au pied d'un arbre calciné. La scène, située après l'incendie dans une atmosphère redevenue calme, est réalisée mais la visibilité du corps du chasseur, vague silhouette ou cadavre détaillé, soulève une hésitation persistante. Dans le doute, Walt laisse David D. Hand, responsable du film, choisir l'option, Hand prenant celle du réalisme détaillé. La scène est projetée lors d'une séance test devant 400 personnes mais, à la vue du corps, le public sursaute. Walt décide alors de supprimer la scène, motivé aussi par la réduction des coûts.
Durant les derniers mois de production, les équipes cherchent une fin pour le film, une morale ou un dernier conseil. Au fur et à mesure des réunions, une idée s'impose : un tel final n'est pas nécessaire. Après les destructions de l'incendie, une scène de renaissance brillante semble fournir un bon contraste. Pour Felix Salten dans son roman, Bambi doit apprendre assez pour devenir le nouveau Prince de la forêt. De son côté, Sidney Franklin a indiqué, au début du projet, que le public apprécie les films basés sur un cycle complet. Ainsi Bambi présente un cycle, depuis la naissance d'un faon à la naissance de ses enfants.

#### Grève et armée au sein du studio
Tandis que la production de Bambi s'achève, les problèmes de budget ressurgissent. Au printemps 1941, Walt réunit ses animateurs et leurs signifie que les dépenses doivent être réduites de moitié. De nombreuses coupes sont alors réalisées. Thomas et Johnston donnent les détails suivants : la scène de la forêt calcinée, raccourcie de 300 pieds, d'autres petites scènes supprimées, encore 200 pieds de moins, il reste alors 8 500 pieds mais plusieurs scènes sont inachevées et donc potentiellement dispendieuses. Des scènes avec un grand nombre d'animaux sont alors supprimées, le film est ramené à 8 000 pieds. Les huit séquences de Bambi et son père échappant de la forêt enflammée sont résumées à cinq, encore 500 pieds de moins. Les scènes restantes, nécessitant beaucoup de travail ou d'attention, sont, elles aussi, coupées, celles au rythme lent aussi, ainsi que celles comportant des ombres mouvantes ou des couleurs changeantes, il reste alors 6 500 pieds. Les dernières coupes amènent le film à une longueur finale de 6 259 pieds dont la plupart des scènes sont déjà animées, les dernières séquences sont payées grâce aux recettes du film Le Dragon récalcitrant.
Le studio Disney est engagé, fin mai 1941, dans une grève. Malgré cela, Walt Disney s'envole pour l'Amérique du Sud à la mi-août pour une mission à caractère diplomatique dans le cadre de la Good Neighbor Policy. Tandis que les syndicalistes quittent le studio, celui-ci est fermé. Il rouvre le 12 septembre, avec un syndicat mais deux cents salariés de moins, deux cents des trois cents grévistes ont été réembauchés. La production du film Bambi en aurait été retardée de trois mois.
De retour, quelques semaines plus tard, Disney achève la production de Dumbo. La première a lieu le 23 octobre 1941 à New York. En novembre 1941, le studio réduit encore le nombre de ses employés en en licenciant près de 200. Il reste alors 530 personnes, soit moins de la moitié des employés présents début mai 1941.
L'année 1941 s'achève avec l'attaque de Pearl Harbor, le 7 décembre : les États-Unis entrent dans la Seconde Guerre mondiale. Dans les premiers mois de 1942, l'armée américaine réquisitionne une partie du studio pour s'y installer, tandis que près de la moitié des employés est enrôlée dans l'armée ou mobilisée dans l'industrie militaire. La production du film Bambi est presque abandonnée et l'équipe responsable du film est constituée d'une petite quarantaine d'hommes et femmes. Ces graves événements éclipsent les détails de la fin de la production du film.
Une prévisualisation de Bambi est organisée le 28 février 1942 dans un cinéma de Pomona avec du public en présence de quelques membres du studio. Malgré les réactions diverses des spectateurs, Walt décide de conserver le film tel quel, sans coupure ni ajout et, après la correction de quelques détails mineurs, le film sort le 13 août 1942 à New York et, le 21 août, sur l'ensemble du territoire américain.

### Personnages
Pour les personnages, Lambert note que Walt Disney avait des idées très précises à leur sujet, comme en témoignent les comptes rendus de réunions, il les voulait avant tout « authentiques ». Toutefois, Koenig note que les personnages de Disney sont beaucoup plus anthropomorphiques que ceux de Felix Salten. Ainsi les barrières naturelles entre les espèces et entre les sexes ont été estompées par Disney. Le cas le plus flagrant est celui du lapin Panpan qui se fait mentor de Bambi.
L'enregistrement des voix des personnages a eu lieu très tôt, vers 1937-1938.
Pour les voix enfantines, le studio a choisi d'avoir recours à des enfants non professionnels. Il est probable que ce soit une mesure budgétaire. La plupart des jeunes acteurs n'ont pas poursuivi de carrière après le film Bambi, à l'exception de Marion Darlington, actrice spécialisée dans les bruitages d'oiseaux, qui avait déjà participé à Blanche-Neige et, après Bambi, continua dans cette voie.

#### Bambi, Féline et le prince de la forêt

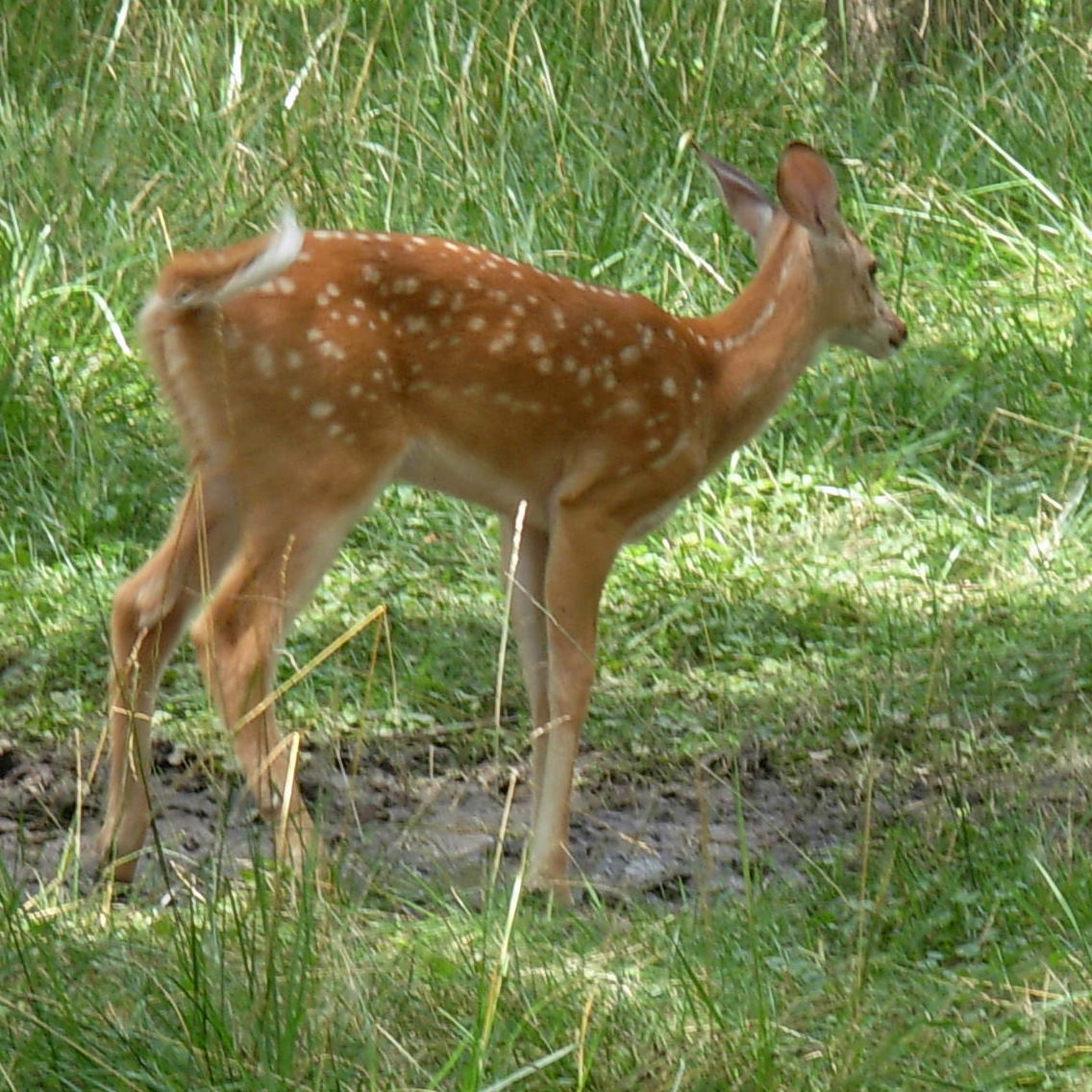
Faon de Virginie.

Le personnage-titre du film est un jeune faon malhabile sur ses pattes mais avec un avenir prometteur de « Grand Prince de la forêt ». Il apprend la vie auprès de sa mère et de deux compagnons de jeux, un lapin appelé Panpan et une mouffette nommé Fleur.
Le héros Bambi est dessiné conjointement par Milt Kahl et Frank Thomas,. Pour Bambi, Kahl reproduit les caractéristiques du faon naturel mais sans les exagérer. De cette façon, il rend l'animal plus « adorable » et, en même temps, plus proche des enfants humains en agrandissant proportionnellement la taille du visage et des yeux. Cette initiative est présentée aux autres animateurs le 9 septembre 1939 et est reproduite pour les animaux proches de Bambi, certains aussi esquissés par Kahl. Lors de ses premiers pas, Bambi est représenté avec de longues jambes chancelantes et des grands yeux pleins d'innocence. Mais pour Grant, la personnalité du personnage, comme celles de la plupart des autres personnages dans le film, manque de profondeur. Tout au long du film il grandit, perdant ses taches de faon et gagnant des bois, sa voix étant aussi fournie par différents acteurs.
Le personnage de Féline est, selon Thomas et Johnston, celui dont les yeux sont les plus réalistes jamais faits et comprennent des cils, des pupilles bicolores et même des canaux lacrymaux. Pour le caractère de Féline, Walt souhaite reprendre certains éléments du livre comme son intelligence et sa compréhension ou encore la simplicité des réponses qu'elle donne aux nombreuses questions de Bambi. Mais selon Grant, le personnage offre, par opposition à la mère de Bambi, « le plus grand contraste entre deux personnages d'aspect aussi similaire qu'il soit possible. » Lorsqu'elle est jeune elle ressemble beaucoup à Bambi et est très peu féminine, en dehors de ses yeux. À l'âge de l'adolescence elle est un peu plus mûre que Bambi par ses manières et sa voix. À l'âge adulte toutefois elle n'a rien de la mère de Bambi, pour Grant elle garde son caractère intelligent mais elle est avant tout sexy, Féline n'a pas les yeux maternels de l'instructeur-protecteur mais au contraire des yeux plus brillants, plus durs et plus noirs. La mère de Féline, nommée Tante Ena, a, comme celle de Bambi, un caractère placide. Grant indique toutefois qu'à la fin du film, en donnant naissance à ses faons, Féline possède alors les mêmes caractéristiques que la mère de Bambi, perdant un peu sa coquetterie mais gagnant en stoïcisme, en pragmatisme et en tranquillité.
Selon Thomas et Johnston, Le Prince de la Forêt pose un problème de transmission d'informations aux spectateurs : comment faire passer ses hautes idées de courage et de sagesse ? Pour résoudre cela, Bernard Garbutt et Milt Kahl développent un personnage fort mais silencieux dans l'action et empreint de majesté. Il doit aussi avoir un mode d'expression direct et empreint d'autorité ne permettant pas à Bambi de répondre. C'est pour cela que sa voix est peu empreinte d'émotion. Il est principalement dessiné par Don Lusk et Bernard Garbutt. Pour Grant, il possède deux rôles, l'un d'être un symbole de maturité et l'autre de fournir des commentaires et des conseils à l'instar d'un chœur dans la tragédie grecque.
D'autres cerfs apparaissent dans le film, comme la mère de Bambi que l'on voit plus à travers les yeux de Bambi. Selon Grant, cela la transforme « plus en une perception du personnage qu'en un personnage réel. » Elle possède une « voix invariablement maternelle et aimante » tandis que « chacune de ses apparitions évoque la gentillesse et l'amour de l'instinct maternel. »
Ronno, le jeune cerf qui combat Bambi pour séduire Féline, ne peut être considéré, selon Thomas et Johnson, comme un méchant même s'il est adversaire du héros. La séquence dans laquelle il apparaît est avant tout une scène de combat dans laquelle il est plus solide, probablement plus âgé que son adversaire mais qu'il ne gagne pas.

#### Panpan et Fleur

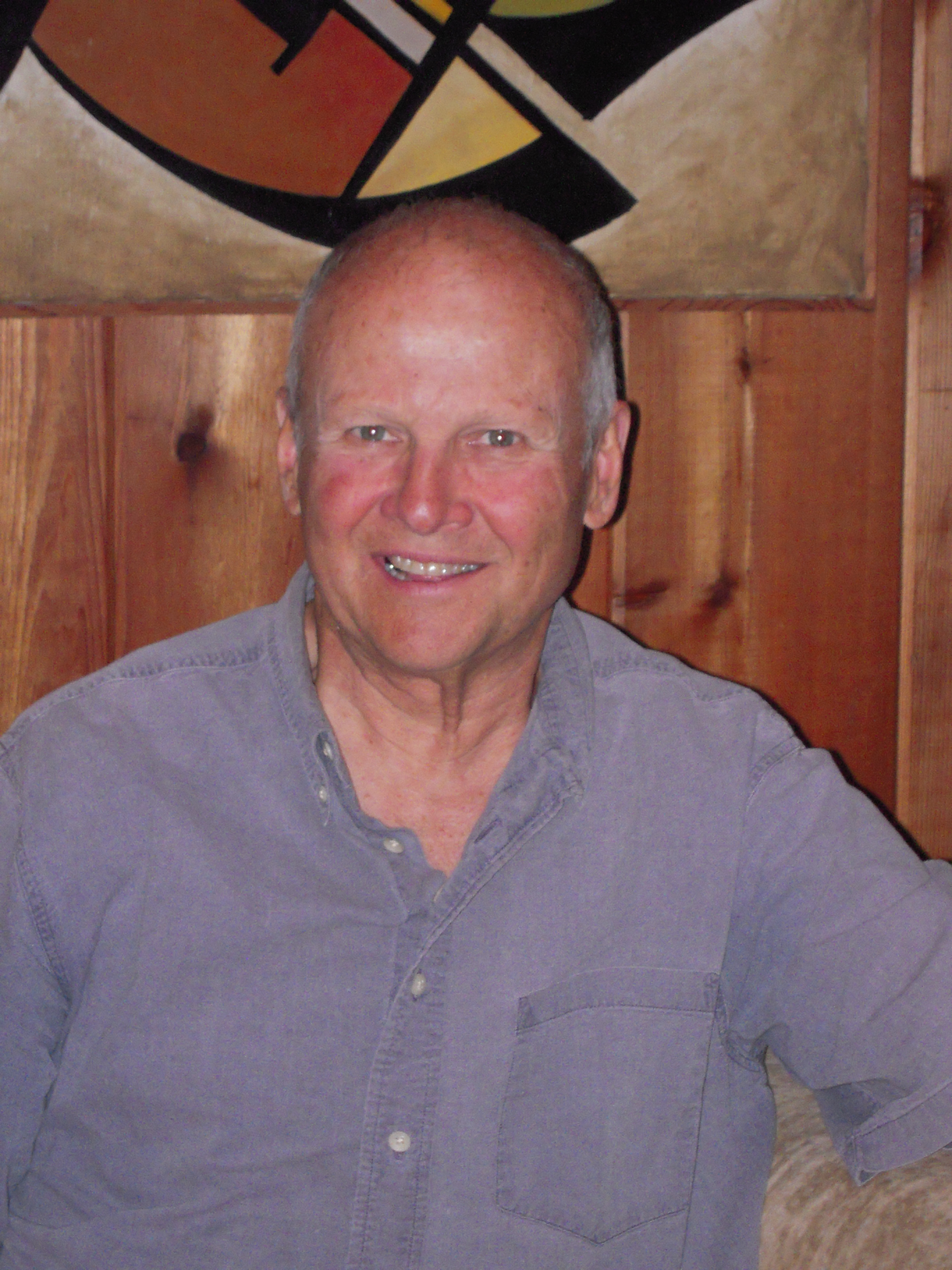
Peter Behn en 2009.

Le personnage du lapin Panpan, orthographié Pan-Pan dans les bandes dessinées, est dessiné par Frank Thomas assisté d'Eric Larson. Thomas décrit Panpan ainsi : « Âgé de quatre ans, il est téméraire et sûr de lui, une sorte de meneur qui s'est imposé de lui-même comme guide du faon, pourtant plus grand que lui, mais plus jeune et complètement ignorant. » Le personnage, d'abord peu présent, est développé pour ajouter du comique au film, c'est un souhait de Disney, après la découverte de l'acteur devant lui donner sa voix. Cette voix est trouvée par deux animateurs rendant visite à un ami professeur dont le fils, Peter Behn, correspond à ce que le studio recherche. Les premiers tests d'enregistrement avec Peter ont lieu en novembre 1938. La voix de Peter est selon Grant mignonne mais pas de manière désagréable, ingénieuse et clairement celle d'un jeune enfant. Peu avant la sortie du film, des scènes ont dû être réenregistrées par Peter, ce qui, trois ans après l'enregistrement initial, aurait pu être compromis par l'évolution de la voix du garçon, mais ce ne fut pas le cas.
Courant 1940, Panpan est seulement l'un des enfants de M. et Mme Lièvre. Le personnage de Panpan utilise un principe d'animation découvert par Hamilton Luske avec les lapins du film Blanche-Neige. Ce principe veut que, plus on cherche à rendre l'animal ressemblant à son anatomie réelle, plus son aspect devient dur et moins sa fourrure semble douce.
Lors d'une réunion de travail à propos de la scène de chasse, Perce Pearce, soutenu par David Hand, propose de faire mourir non pas M. Lièvre, comme le suggère Sidney Franklin, mais Panpan, ce qui aurait eu un impact émotionnel plus important. Toutefois le reste de l'équipe préfère que Bambi soit blessé.
Le personnage de Fleur, une mouffette mâle, est à l'origine issu d'un gag imaginé pour la scène de la découverte de la forêt par Bambi. Alors que Panpan apprend au jeune faon le nom des plantes et des animaux de la forêt, Bambi découvre dans un parterre de fleurs une mouffette qu'il baptise par erreur « Fleur ». Ce personnage permet une morale sur l'acceptation d'autrui, « malgré son odeur naturelle il reste une fleur et un ami fidèle et loyal de Bambi et Panpan. » Fleur, de caractère timide, et sa compagne à la fin du film, ont été animés par Marc Davis,. Pour Grant, le personnage de Fleur, qui n'apparait que dans quatre scènes, souffre du fait que Panpan lui vole la vedette.
Panpan et Fleur sont, pour Christopher Finch, les deux personnages les plus sympathiques. Ils semblent « faire partie du courant principal Disney » car utilisés principalement dans un but humoristique, cet usage fonctionnant assez bien.

#### Autres personnages
Pour Disney, le personnage de Hibou doit « être une créature naïve, absurde » passant « le plus clair de son temps à effrayer les autres ». Il est dessiné par Eric Larson,. Pour Lambert, ce hibou est le plus bavard du film dans un long métrage qui ne comprend qu'un peu moins de neuf cents mots. Pour Grant, c'est une caricature glorieuse, dépeignant un mélange entre une sorte de misanthrope et une fausse figure paternelle ayant avant tout un rôle humoristique. Il possède toutefois une seconde fonction, celle de lier l'histoire, servant de pseudo-narrateur. Sa figure paternelle est faussée car les conseils qu'il donne, à propos de l'amour, ne sont pas allègrement et rapidement suivis. Il possède un comportement non naturel, ne mangeant pas les petits animaux, qui est aussi donné au hibou femelle Big Mama dans Rox et Rouky (1981).
Le film comporte d'autres animaux comme les mères et les petites amies de Panpan et Fleur, les frères et sœurs de Panpan, la mère caille et la mère taupe et leurs petits respectifs sans compter les innombrables cerfs, oiseaux et autre animaux.
L'homme n'est jamais vu dans le film,, il est même moins « visible » que dans le livre. Salten y décrit une scène de chasse avec des chiens poursuivant un renard, action non gardée dans le film. Les artistes de Disney essayent de « nombreuses possibilités pour dépeindre le chasseur meurtrier » allant du tir explicite en plein corps à la balle perdue. La version la plus subtile risquant de n'avoir aucun impact, la version trop détaillée risquant pour sa part d'ébranler le public, le studio décide de faire une projection-test. La version montée par Dave Hand inclut une présentation brutale qui choque les 400 spectateurs, et qui décide Disney à retirer la scène du film.
Le film Bambi comporte des différences par rapport à l'œuvre de Salten. L'un de ses personnages n'est pas présent dans le film : Gobo, le frère de Féline,. À l'inverse, le personnage de Fleur et la scène du feu de forêt sont ajoutés. Le lièvre, tué à la fin du livre, est remplacé par un lièvre père de famille, respecté dans la forêt.

### L'animation

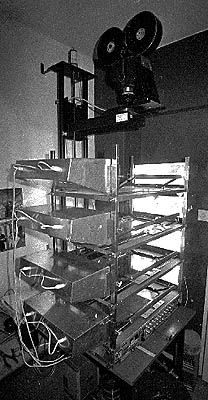
Une reproduction de caméra multiplane par un amateur d'animation.

Le film Bambi possède un style graphique « merveilleusement stylisé » ainsi qu'une utilisation de la couleur très particulière. Par exemple, la lutte de Bambi dans la forêt se joue dans des couleurs sombres et crues, avec des silhouettes cramoisies composant la scène tandis qu'une musique dissonante la dramatise. L'arrivée de l'automne donne lieu à une envolée de feuilles dansantes très colorées. Pour créer ou renforcer la profondeur des plans, de nombreuses scènes utilisent la caméra multiplane comme le long traveling d'ouverture du film. L'usage de cette technique sera moindre après la fin de la production de Bambi. Le département des couleurs a, de son côté, développé des centaines de nouvelles couleurs spécifiquement pour le film, utilisées ensuite avec profit.

#### Des scènes très détaillées
Le film, du moins son scénario, est fortement basé sur les esquisses animalières de Bernard Garbutt. Techniquement, la texture du film varie selon les scènes. Ainsi, celle du jeu des jeunes animaux, Bambi, Panpan et Fleur, se situe « non pas dans une vraie forêt mais dans une tapisserie peinte de couleurs. »
Lambert indique que l'un des aspects les plus importants du film est le « sujet naturaliste ». Allan écrit que les animaux sont dessinés avec une « attention méticuleuse du détail » au point « d'oublier que c'est un film d'animation ». Thomas et Johnston évoquent les propos de Dave Hand qui considère Bambi comme « le film le plus difficile à animer en raison de la construction anatomique du faon ». Ils indiquent que les esquisses préparatoires des cerfs contiennent même des suggestions d'ombre tombant sur les corps. Koenig ajoute que Disney souhaite que « la beauté de la nature soit distillée dans le film, intensifiée par un sentiment de réalisme, mais sans signe de laideur, de cruauté ou d'animaux mourants. »
Mais Thomas et Johnston précisent que le film n'est pas réaliste, « il ne fournit au public que ce qu'il accepte comme étant réel » car un dessin réaliste ne permet pas une animation. « Plus le personnage capture l'essence de l'animal, plus il offre de possibilités pour lui faire jouer le rôle de l'animal. »
Thomas et Johnston révèlent d'autres détails de l'animation du film. La scène des chiens de chasse est dessinée principalement par la jeune animatrice Retta Scott, qui, si elle maîtrise parfaitement le dessin des chiens et autres animaux « virils » dans toutes les positions, est moins à l'aise avec l'animation ; sous la supervision d'Eric Larson, elle apprend à faire se succéder les poses pour faire naître l'animation.

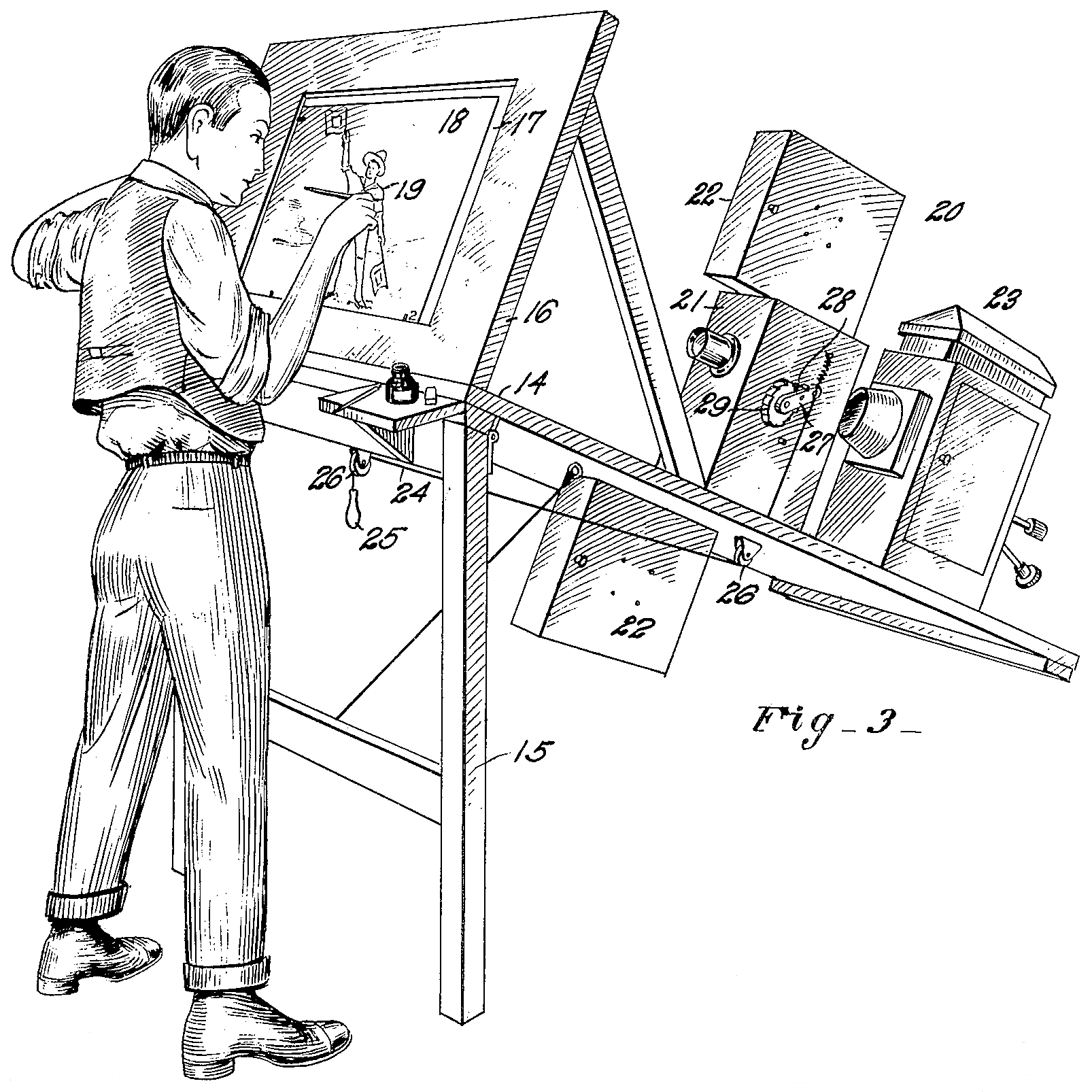
Rotoscope de Fleischer - 1915.

Les dessins des bois du cerf sont beaucoup plus difficiles à animer que les balles des fusils des chasseurs, au point qu'un système est mis au point par Bob Jones afin de pouvoir dessiner les bois sous n'importe quel angle, travail long et ennuyeux mais au résultat réaliste,. Le système développé par Jones consiste, pour l'animateur, à d'abord esquisser la tête sans les bois, puis à placer une miniature en plastique et en trois dimensions d'une tête de cerf avec ses bois dans la même position sous la vitre d'un rotoscope, enfin à tracer les contours des bois au-dessus du dessin de la tête,. Avant ce système, plusieurs animateurs ont dessiné le cerf parfaitement mais, lors des projections, les bois semblaient être en caoutchouc et pas très solides. Autre point concernant les cervidés, ils ne possèdent pas en réalité de joue et pas vraiment de menton, rendant difficile l'animation des scènes de dialogues.
Les études des mouvements de lapins vivants permettent, grâce à un lapin blanc semble-t-il « inspiré », de réduire une séquence de saut en seulement cinq étapes : contraction, extension-propulsion, apogée, approche, réception. Une approche similaire, se démarquant des sauts ou des galops des courts métrages, est utilisée pour rendre les souris plus réalistes dans la scène de la pluie d'avril.

##### Décors forestiers de Tyrus Wong
Les décors réalisés lors de la production de Bambi sont, pour Thomas et Johnston, tellement détaillés qu'ils semblent être des photographies ou issus de livres d'illustration. Les scènes représentées grâce à des taches d'ombre, donnent une illusion de solidité, définissant les formes et aidant à visualiser les expressions.

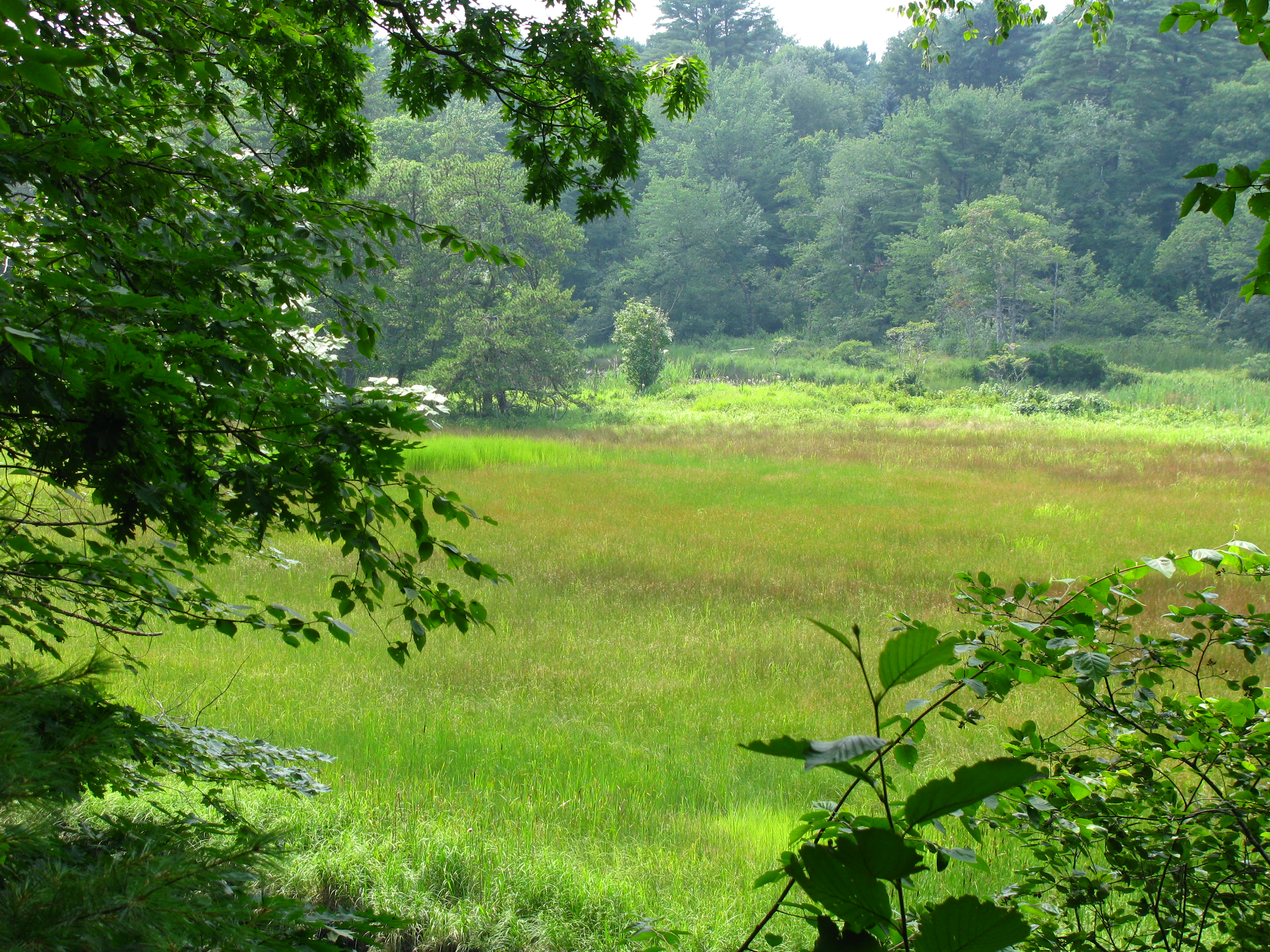
« La Plaine » dans une forêt du Maine (Rachel Carson National Wildlife Refuge).

Lambert raconte, pour souligner le thème du naturalisme, l'arrivée sur le film du jeune animateur chinois Tyrus Wong engagé début 1938 comme intervalliste, passage obligé pour tous les animateurs nouveaux venus. Ayant appris la production de Bambi, Wong réalise durant ses week-ends des aquarelles du jeune faon dans de nombreux paysages empruntés de la tradition chinoise. Dans son approche, il ne représente pas tous les détails, les contours des branches ou des fleurs, il simplifie pour créer une atmosphère. Il présente ses dessins à Thomas H. Codrick, directeur artistique sur le film, qui, impressionné, les soumet immédiatement à Walt Disney ; ce dernier promeut Wong dans le département artistique à la conception des décors. Wong réalise par la suite de nouvelles études préliminaires, non plus à aquarelle, peinture traditionnelle chinoise, mais au pastel, à la gouache et à la peinture à l'huile.
Techniquement, les décors sont réalisés avec un fond à la peinture à l'huile associé à de la gouache acrylique, ce qui permet de donner un meilleur effet de profondeur. En raison de la profusion de détails de la forêt et pour ne pas entrer en conflit avec les personnages, les peintres des décors doivent suivre trois règles :
1. la peinture doit refléter l'ambiance plutôt que la réalité, quitte à supprimer certains détails comme les ombres ;
2. créer et conserver un chemin pour l'action ;
3. créer des zones lumineuses autour des personnages.

Finalement, une grande partie des décors de forêts est l'œuvre Tyrus Wong. Lambert déclare que la scène la plus difficile à mettre au point est la scène d'introduction avec son long travelling au cœur de la forêt et conçue par Dick Anthony. Elle a nécessité plusieurs semaines de tournage avec neuf plans de peinture sur plaques de verre. Allan considère cette scène très élaborée comme une démonstration des possibilités de la caméra multiplane.

##### Scène de pluie sous les frondaisons
Une autre scène, décrite par Allan, démontre l'attention portée aux détails et le soin à construire des effets, celle illustrant La Chanson de la pluie (Little April Shower). Basée sur les esquisses inspirées de Sylvia Holland, cette scène est un « chef-d'œuvre d'observation et de délicatesse combinant le naturel et l'anthropomorphisme » et possède une « qualité réminiscence de l'école aquarelliste anglaise et du génie de Beatrix Potter ». Selon Thomas et Johnston, la scène de pluie permet de quantifier l'amélioration technique du studio en la comparant simplement avec celle à la fin du film Blanche-Neige, réalisée quelques années auparavant. Dan MacManus a, par exemple, réalisé pour Bambi des études sur les éclaboussures des gouttes de pluie tombant sur une feuille.
Barrier cite un souvenir de l'animateur d'effets spéciaux Cornett Wood : la scène où Bambi effrayé se retrouve sous la pluie, avec des éclairs déchirant le ciel et le tonnerre grondant, a nécessité 14 prises de vue de tests avant d'arriver à ce que souhaitaient les animateurs. Pour Bob Thomas, « cette scène emploie la couleur avec un grand bénéfice ». La séquence de la pluie d'avril possède aussi un élément assez étonnant, lorsque les lapins se sont réfugiés dans leur terrier, un éclair illumine le ciel et provoque un effet de transparence comparable aux rayons X.

#### Un style graphique inégal
Michael Barrier évoque la scène de patinage de Bambi, d'après un compte-rendu d'une réunion de travail de 1939, Walt Disney la compare à une situation identique de Pluto tentant de patiner dans Mickey patine, un court métrage de 1935. Toutefois la scène avec Pluto, dessinée par Norman Ferguson, ne comprend qu'un personnage, alors qu'une relation se développe entre Bambi et Panpan. Thomas et Johnston indiquent que la scène complète, aujourd'hui culte, a failli être supprimée sans la persévérance des animateurs et trois jours et trois nuits de tests d'exposition. La scène pose des problèmes pour son passage du storyboard à une animation complète mais, grâce à de nombreux tests, les animateurs ont pu tester le timing et les réactions des personnages. Étant parvenu à un rendu acceptable, ils sauvent la scène, qui fut améliorée par la suite.
Pour Maltin, le seul effet « trop stylisé » est celui du feu de forêt, qui est obtenu en peignant directement sur les cellulos sans ligne de séparation. Les animateurs essayent de « donner aux flammes un semblant de vie qui va à l'encontre du grain du film et entre en conflit avec la forêt et les animaux méticuleusement dessinés que les flammes poursuivent ». Pour rappel, dans des courts métrages de Silly Symphonies, comme Elmer l'éléphant (1936), les flammes sont même dotées de bras, de jambes et d'une volonté maligne. Mais, comme le font remarquer Thomas et Johnston, cette scène d'incendie nécessite un haut niveau technique. Ainsi, pour renforcer la force du feu sans saturer le film de couleurs, l'équipe des effets spéciaux a utilisé une plaque de verre de distorsion entre la scène et le décor peint et une plaque supplémentaire pour accentuer les effets de réflexions des flammes sur l'eau.
Pour Allan, le film possède « une histoire claire avec des épisodes dramatiques et des personnages simples et magnifiques ». Il critique toutefois la course des cerfs (supervisée par Eric Larson) qu'il considère comme diffuse, stylisée et expressionniste. Selon Maltin, au niveau scénaristique, « le drame dans Bambi est une litote d'une grande efficacité », obtenue par un « dialogue resté au minimum », un silence « contrastant avec la forêt vocifératrice ». Par exemple « l'affirmation de la mère de Bambi comme quoi l'homme [pause] est dans la forêt » crée un effet qu'aucun développement littéral ne permet d'exprimer. Lors de cette longue gestation, des dix mille mots du livre de 223 pages dont il est tiré, le premier scénario du film n'en compte que 5 000 pour ne représenter dans le film final que 950 mots de dialogue. Pour Grant, la scène du combat entre Bambi et Ronno a été traitée comme une semi-abstraction.
Grâce à l'expérience acquise sur Fantasia, l'équipe des effets spéciaux dirigée par Joshua Meador réalise, selon Lambert, un « travail considérable ».

#### Musique
Bambi est un des rares film de Disney où les chansons ne sont pas interprétées par les personnages mais en voix off. Toujours d'après Lambert, la musique composée par Edward H. Plumb et Frank Churchill est un autre élément à rapprocher de Fantasia, « l'une des grandes réussites de Bambi » et se fait « mi-impressionniste, mi-illustrative ».
- L'amour est éternel (Love Is a Song) - Soliste et chœurs
- La Chanson de la pluie (Little April Shower) - Chœurs
- La Chanson du printemps (Let's Sing a Gay Little Spring Song) - Chœurs
- Je chante pour toi (I Bring You a Song) - Bambi et Féline

Deux chansons présentes dans le film à sa sortie ont ensuite été supprimées de la bande son :
- Batifolage (Twitterpated)
- La Chanson de Panpan (Thumper Song)

## Sortie et accueil
Le budget initial de Bambi est rapidement dépassé et atteint, dès septembre 1940, les 858 000 USD. Pinocchio et Fantasia, tous les deux à plus de 2 000 000 USD, ne font pas, en 1940, les rentrées prévues, alors Walt Disney lance, toujours la même année, deux films à petit budget, Le Dragon récalcitrant à 600 000 USD et Dumbo à 800 000 USD,, et demande des crédits à la Bank of America. Le coût total de Bambi n'est pas connu avec exactitude, le film étant terminé alors que le studio est réquisitionné par l'armée américaine en 1942, mais il dépasse, comme Pinocchio et Fantasia, les 2 000 000 USD. Peu avant sa sortie et comme à l'accoutumée dans les années 1930, le film a été présenté à un public test dont les réactions ont été observées, enregistrées et étudiées en détail. L'une de ses études réalisée en octobre 1940 auprès de 70 employés comprenait un questionnaire comportant des espaces pour des suggestions dont le résultat est conservé aux archives Disney.

### Exploitation

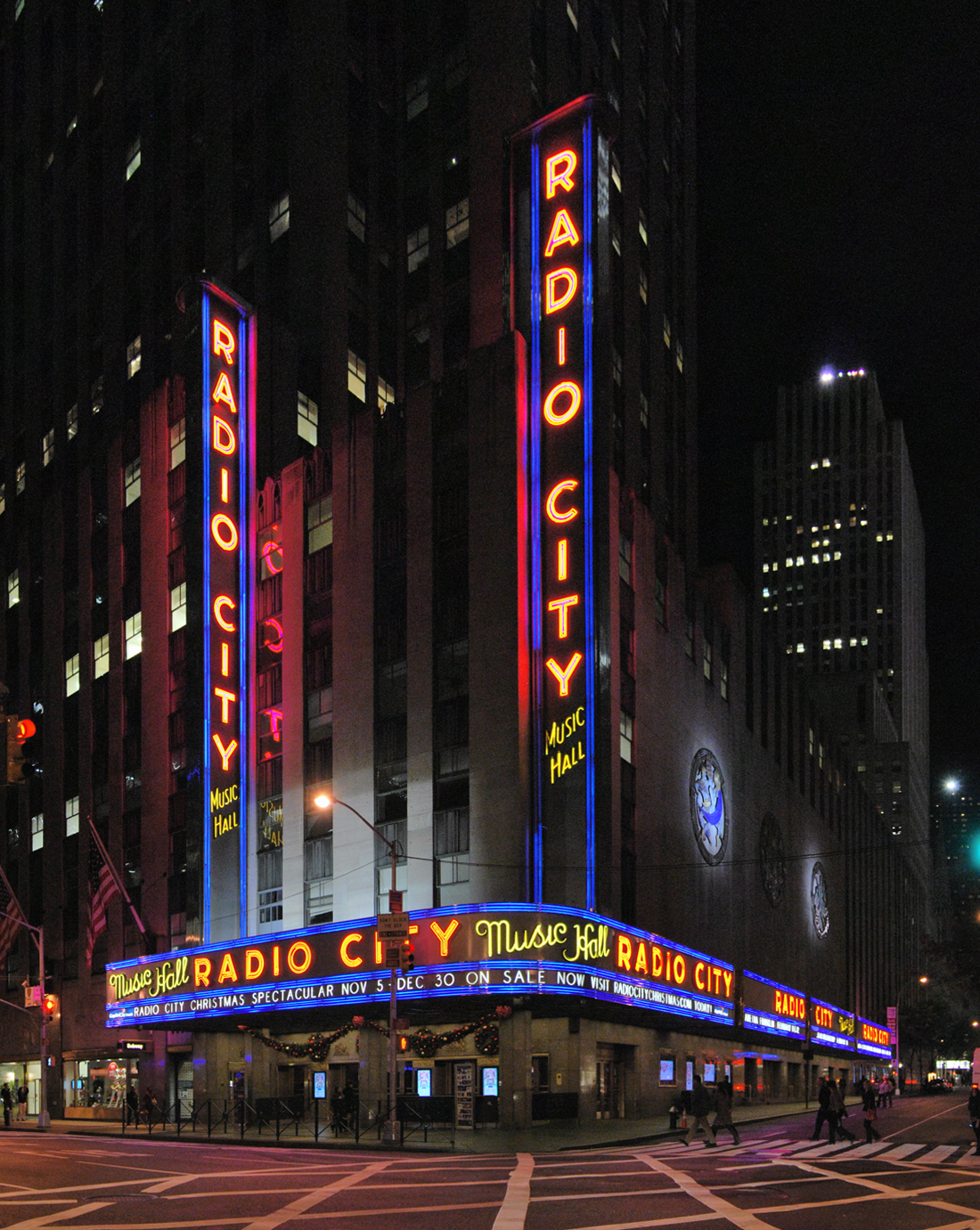
Radio City Music Hall.

La première mondiale est d'abord prévue au Lincoln Theater à Damariscotta dans le Maine, mais, devant l'opposition des chasseurs, le gouverneur de l'état demande son annulation. Elle est donc prévue à New York pour le 30 juillet 1942 au Radio City Music Hall, mais la sortie est retardée du fait de la prolongation de la présentation du film Madame Miniver de William Wyler. La première mondiale de Bambi se fait donc à Londres le 8 août 1942 un dimanche au New Gallery Cinema, à New York le 13 août] et le 21 août] sur l'ensemble du territoire. À New York, le film reste deux semaines à l'affiche du Radio City Music Hall et selon Jimmy Johnson à peu près autant dans les autres villes américaines. Du 19 juillet au 4 octobre 1942 , le film est adapté en bande dessinée sous la forme d'un comic strip de mois dans la série dominicale Silly Symphony. En 1942, le film sort aussi au Brésil et en Argentine et rapporte environ 3 000 000 USD, la guerre privant le studio des rentrées du marché européen. À sa sortie, le film a été sous-titré a Great Love Story (une grande histoire d'amour), ce qui n'est pas le propos premier de l'œuvre de Salten, qui n'hésite pas à décrire la cruauté de la forêt. Bambi tout comme Fantasia est un gouffre financier qui récolte peu d'argent en salle. Devant ce piètre résultat, Disney ressort Blanche-Neige au cours de l'année 1944.
Selon Maltin et Allan, Bambi est devenu la base, en thème et en format, de plusieurs longs métrages documentaires intitulés True-Life Adventures, à commencer par L'Île aux phoques en 1948. Un certain nombre de film de Walt Disney reprennent des passages de Bambi ou y font allusion comme dans Le livre de la jungle où le tigre Shere Khan chasse sans succès la mère de Bambi. Dans Les Aventures de Bernard et Bianca, alors que Penny pleure à l'arrière du bateau, lors de la chanson Someone's Waiting For You, celle-ci voit Bambi et sa mère manger de l'herbe sur le bord du bayou. La séquence de l'orage de Rox et Rouky réutilise une scène de Bambi quand les cailles et les canards cherchent un abri pendant la pluie d'orage. Pour la télévision, des films d'animation produits par le département télévision de Disney font souvent appel aux personnages ou à des séquences de Bambi comme dans la série Disney's tous en boîte où l'on voit Bambi et Féline invités dans le club de Mickey Mouse dans l'épisode no 5 de la troisième saison La Maison de Picsou.

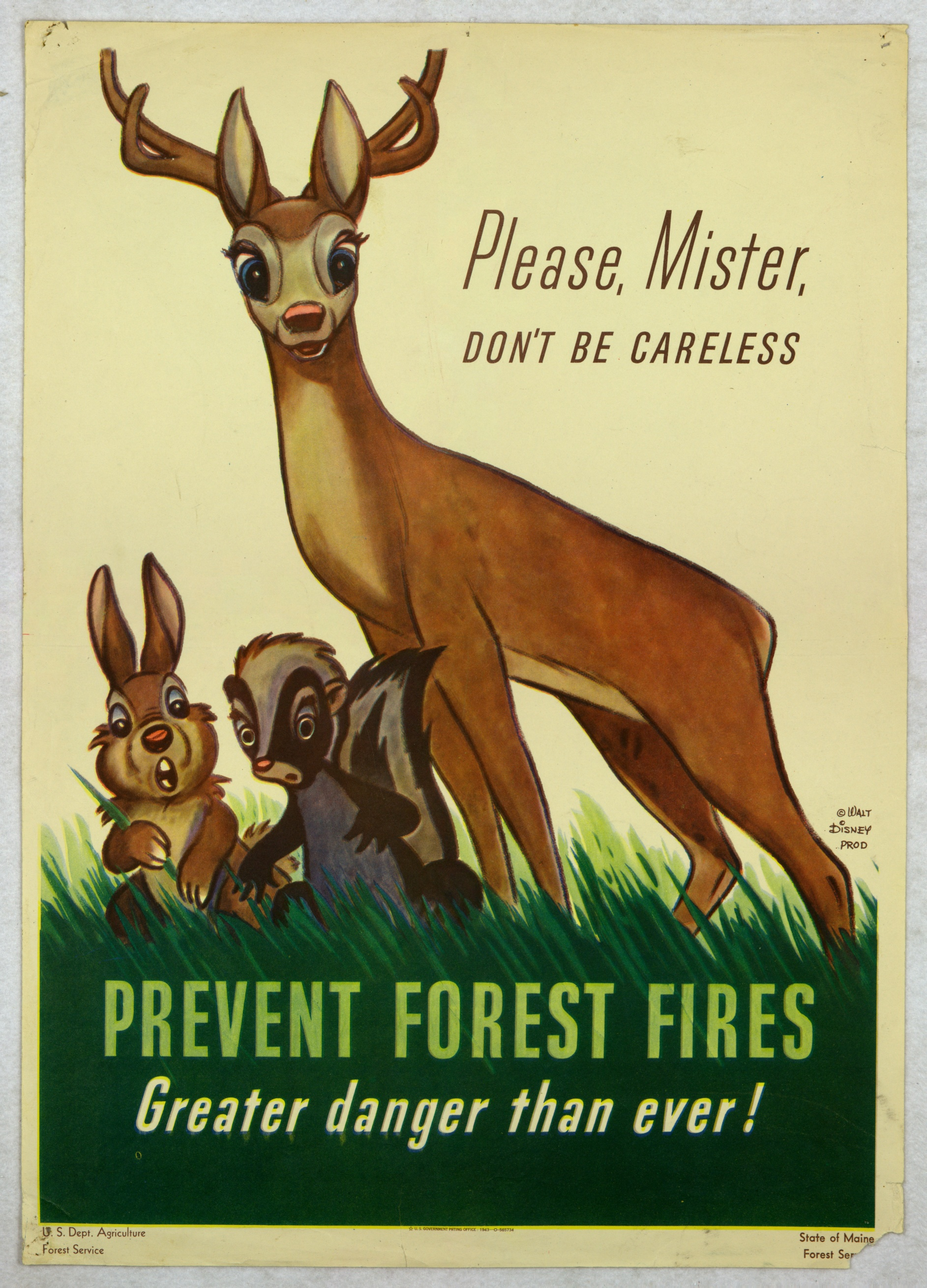
Affiche du Service des forêts des États-Unis utilisant Bambi pour éviter les incendies.

En 1944, Walt Disney autorise l'utilisation de scènes du film Bambi pour des campagnes de prévention contre les incendies de forêts. Mais cette autorisation n'est valable que pour un an et Bambi ne sera pas l'animal symbole du Service des forêts des États-Unis. Pour les campagnes suivantes, un personnage spécial est créé, l'ours ranger Smokey Bear. À l'instar de plusieurs autres longs métrages, des extraits du film servent à réaliser un court métrage éducatif : Bambi: A Lesson in Perseverance (septembre 1978) expliquant la notion de persévérance au travers d'une jeune fille faisant ses premières tentatives à vélo.

### Le film à travers les décennies
Bambi ressort aux États-Unis en 1947 faisant 2 200 000 USD de rentrées. En 1948, le film sort en Inde avec un doublage en hindi, devenant le premier long métrage étranger à avoir ce traitement mais, en raison de la culture indienne, les musiques du film ont été recomposées et interprétées par des chanteurs locaux. Pour encourager les jeunes indiens Arapahos à continuer à utiliser leur langue et à la préserver, The Wyoming Council for the Humanities confie en 1994 à l'anthropologue Stephen Greymorning le doublage du film Bambi dans la langue d'origine algonquine, l'arapaho, pour les communautés cheyennes et sioux.
Avec un bon accueil par les critiques et un succès financier après plusieurs ressorties, le film devient un classique du studio. Steven Watts cite Franklin Thomas qui se souvient de Walt Disney ému jusqu'aux larmes à la vue des premières scènes du film, et donc l'un de ses préférés que Watts considère comme le plus touchant des premiers longs métrages. Pierre Lambert mentionne une interview plus tardive dans laquelle Walt Disney a déclaré que ce film était son préféré : « De tous les films que j'ai pu faire, Bambi a été le choix le plus heureux. Je ne vois pas d'histoire ou de sujet qui puisse toucher les gens davantage. »
La seconde version française du film est sortie en VHS au Québec en 1989 ; dans celle-ci, Fleur s'appelle « Belle Fleur » et M. Hibou « Père Hibou ». En 1990, Frank Thomas et Ollie Johnston publient le livre souhaité par Walt Disney en 1939, projet redécouvert après 1979 lors de l'élaboration de leur « Bible sur l'animation », The Illusion of Life: Disney Animation.
Au début des années 2000, dans le cadre de ses nombreuses suites de longs métrages d'animation, le studio Disney lance la production d'une « suite » au film Bambi. Ce sont les DisneyToon Studios, spécialisés dans ce type de production, qui réalisent ce qui est appelé une « midquel », c'est-à-dire une histoire qui se déroule après le début d'une œuvre mais avant la fin de celle-ci. Dans Bambi, cette suite prend place entre la mort de la mère et l'adolescence du faon. Elle permet d'évoquer l'enfance du héros sous la protection du Prince de la forêt, son père.

### Restauration numérique de 2005
Bambi est le premier film Disney à avoir été remasterisé en THX. Il est restauré pour une sortie du film sur un support DVD en 2005 grâce à un négatif conservé à la Bibliothèque du Congrès des États-Unis. Les négatifs des films des années 1930/40 sont enregistrés sur des pellicules au nitrate. L'inconvénient de ce type de support, en plus d'être très inflammable, est d'être particulièrement instable, le film se transforme lentement mais inexorablement en poudre.
Heureusement, le négatif « noir et blanc » de Bambi est bien conservé ; chaque image du film de 1942 était reportée sur la pellicule sous forme de trois images en « nuance de gris » photographiées avec un filtre rouge, vert et bleu permettant de conserver ainsi la dynamique des couleurs. Chaque image est numérisée, recomposée pour obtenir une image couleur et traitée pour supprimer tous les défauts (rayures, poussières, etc.). Les images en couleur sont ensuite assemblées pour reconstituer les séquences, elles-mêmes remontées pour redonner le film. Il est ensuite comparé à un « dye transfert Technicolor » des années 1950 pour équilibrer les couleurs.
Nombre de bandes mono magnétiques et optiques sont écoutées pour sélectionner une bande maître. Le son est traité pour supprimer tous les artefacts des précédents traitements comme la réduction de bruit Dolby des années 1980. Enfin le son mono a été travaillé pour créer un son 5.1.
Quelques anomalies du film original sont corrigées lors de cette restauration comme le déplacement fortuit du bébé raton laveur que sa mère lèche une fois à l'abri de l'incendie. Les anomalies de couleur, elles, ne sont pas corrigées.
En 2009, le film Bambi a réalisé 268 000 000 USD dont 102 800 000 USD aux États-Unis auxquelles il faut ajouter 47 265 000 USD de recettes de location aux États-Unis.

## Analyse
La sortie du film en 1942, alors que les États-Unis sont en guerre, prive les studios d'une importante part des profits envisagés, sans compter l'absence de revenus en Europe. Mais ce film reste « universellement reconnu comme l'un des plus charmants de Walt Disney », le « long-métrage d'animation le plus gentil de Disney, une adaptation délicate de l'histoire de Salten ». Pour Christopher Finch, la production du film prend du temps mais, par sa nature, ce n'est pas un projet que l'on peut précipiter. Finch poursuit en écrivant que « le résultat final du film est insatisfaisant surtout par rapport aux standards que Disney a établi dans les précédents longs métrages d'animation. » Mais, pour lui, les artistes ne sont pas fautifs et le problème réside dans l'interprétation, peut-être dans le script lui-même. Robin Allan écrit que le film a été « vraiment très difficile à développer ». Pierre Lambert déclare, quant à lui, que Bambi, malgré ses cinq années de production, est l'un des plus beaux films de Disney, inspiré assez fidèlement du livre de Salten. Steven Watts écrit que Bambi clôture remarquablement une décennie de productions pour le studio. John Grant considère le scénario du film comme « peu épais » et le travail de personnification manque de profondeur, à l'instar de Dumbo. Pour les personnages, selon Grant, seuls Panpan et le hibou ont été fortement développés mais le manque de profondeur n'est malgré tout pas important car cela renforce le réalisme des animaux.
Pour Robin Allan, « le succès de Bambi à sa sortie n'était pas celui espéré par Disney » mais gagnant « en popularité, il était aimé par les enfants malgré l'horreur de la mort de la mère de Bambi ». Pour lui, le film est « très américain et la stylisation réduite du dessin est due à l'artiste chinois Tyrus Wong. » Il développe dans un autre ouvrage son point de vue : ainsi, « après un examen rapproché, le film révèle des anomalies, peut-être liées à sa longue gestation », donnant une sensation de « diffus ». Il oppose et regrette la juxtaposition de scènes très élaborées, comme celle d'introduction, à d'autres presque incomplètes, celles très fortes émotionnellement, celles comiques et celles stylisées. Il évoque les explications de Thomas et Johnston : un Walt Disney expansionniste commence la production mais qui doit faire des coupes en raison de problèmes économiques, considérant même à un moment l'arrêt de la production, ce qui donne au film d'extraordinaires contrastes, combinant la timidité et les émotions fortes. Steven Watts écrit que Blanche-Neige et les Sept Nains, Pinocchio, Fantasia, Dumbo et Bambi sont devenus un élément central et parfois adoré de l'héritage du studio en définissant un jalon créatif et en présentant une imbrication complexe d'éléments artistiques et de divertissements. Schickel écrit que Bambi marque pour le studio la fin d'une période dédiée exclusivement à l'animation.

### Réalisme naturel
Le journaliste Peter Stack du San Francisco Chronicle s'interrogeait sur la manière dont « une poignée de jeunes artistes de cartoon dans une ville nommée Hollywood avait réussi à capturer si parfaitement dans les grandes lignes et les détails le rythme et la grâce d'un faon? » Pour Johnston et Thomas, la meilleure réponse est celle de Marc Davis : « Nous avions juste un petit groupe [...] qui pouvait le faire. »
D'après David Smith, ce film est abordé par les animateurs Disney de manière beaucoup plus sérieuse que les précédents films et courts métrages mettant en scène des animaux. Afin d'augmenter le réalisme, ils doivent assister à des conférences d'experts animaliers et effectuer de nombreux repérages au zoo de Los Angeles, situé dans le Griffith Park, voisin des studios Disney,. À cela s'ajoutent les deux faons vivants prêtés par l'État du Maine. Pour permettre aux dessinateurs de saisir au mieux les mouvements et déplacements des animaux durant la réalisation du film, les studios eux-mêmes prirent des allures de mini-zoo.
Pour les décors, des films furent réalisés dans les décors naturels des forêts du Maine aux États-Unis. La méticulosité des animateurs prolonge la durée de production du film mais avec le consentement de Walt Disney émerveillé par le résultat. Ainsi, les animateurs prennent beaucoup de temps à s'assurer que le nombre de taches sur le pelage de Bambi est constant. Le nombre de dessins réalisés chaque jour était réduit par cette étape de comptage effectuée entre chacun d'eux. C'est à la diminution des dépenses que l'on doit très certainement le manque de tâches dans certaines scènes.
Michael Barrier qualifie le film de « bucolique » à l'instar des courts métrages d'animation fermiers de Mickey Mouse. Finch crédite Tyrus Wong de l'idée de donner une vie à « la forêt devenant même un personnage à part entière ». David Whitley classe ce film comme l'unique représentant en animation parmi les films Disney de la « nature sauvage américaine », dont font aussi partie certains films documentaires des True-Life Adventures. Steven Watts écrit que le film offre des paysages impressionnistes de la campagne et que le studio a régulièrement fait appel à la Nature et au royaume animal dans ses courts métrages mais jamais autant et de façon aussi complexe. Pour Watts, Bambi est le film de Disney le moins concerné par les humains. Le film avec son dialogue minimal mets en avant un style naturaliste fort qui capture dans le moindre détail la vie animale.
D'après Archer Winsten du New York Post, le film est « une présentation beaucoup plus élémentaire et sérieuse de la nature », que les autres films d'animation. Allan note toutefois quelques incohérences à propos du réalisme naturel. La vieille forêt européenne de Salten avec « ses arbres, ses racines et ses fleurs assagis » est remplacée chez Disney par une forêt américaine sauvage, plutôt de la côte Ouest car composée essentiellement de sapins. En fait, la forêt est ici composite, elle comporte à la fois des feuillus et des conifères, grâce aux photographies de Maurice Day prises dans le Maine, ce que confirment les feuilles qui tombent à l'automne. Les fleurs, qu'Allan considère comme empreintes « de généralisation et de flou », sont aussi « à la Disney », avec une attention du détail moindre que dans la séquence Casse-noisette de Fantasia. Sean Griffin prolonge l'idée d'Allan et écrit que Bambi « est trop réaliste » et « crée une illusion du réalisme » en dessinant des personnages vaguement réels et modifiés pour les besoins de l'animation. Thomas et Johnston citent John Culhane : « le film est divertissant car il est réaliste dans l'esprit du public ». Dès que les spectateurs sont convaincus de cette « réalité », ils parviennent à vivre avec ces animaux et il devient dès lors possible de leur développer une riche personnalité. Pour Steven Watts, Bambi avec sa gentille histoire d'un jeune faon grandissant dans la forêt utilise la majorité de son énergie émotionnelle à explorer les cycles de la nature. Watts fait un parallèle entre Bambi et le thème idéologique de Pinocchio évoquant tous deux une quête individuelle pour la sécurité, l'autodétermination et la cohérence de la famille de la Nature pour Bambi.
Mark Pinsky considère qu'avec Bambi, Disney inaugure un nouveau thème qui perdure dans les futures productions du studio, celui qui veut que « la nature immaculée c'est bien (peut-être idéal) » et que « l'homme perturbe et détruit » celle-ci. Johnston et Thomas considèrent le feu de forêt comme la représentation de la Nature brutale à l'image du déchaînement des éléments dans le segment L'Apprenti sorcier de Fantasia (1940) ou la scène de la marée montante dans la caverne des pirates des Aventures de Bernard et Bianca (1977).
L'écrivaine Olivia Rosenthal qui a travaillé autour du cinéma fait une analyse du film à la fois décalée, sérieuse et drolatique dans Bambi & co, un des chapitres de son livre Toutes les femmes sont des Aliens (2016).

### Amitié, amour et valeurs Disney
Selon Finch, le film est doté d'une atmosphère à dominante lyrique malgré quelques intermèdes comiques. Steven Watts considère Bambi comme une évocation douce-amère de l'enfance, de la famille et de la protection de la nature face à l'intrusion de l'homme. Withley précise que, malgré le monde troublé par le conflit mondial, le film ne possède aucun élément de guerre, seulement un sentiment de monde naturel pur, une retraite contre les instincts agressifs et prédateurs humains. Walt veut que, avec la scène de l'hiver, le public ressente la même émotion qu'un jeune enfant découvrant la neige à son réveil un matin d'hiver.
D'après Robert Tieman, le succès du film est en partie dû à l'utilisation d'un schéma classique du genre cinématographique, la relation entre trois amis, ici Bambi, Panpan et Fleur, à l'instar de Mickey Mouse, Donald Duck et Dingo ou plus tard Mowgli, Baloo et Bagherra dans Le Livre de la jungle. Les trois amis « grandissent ensemble partageant les émotions de la vie : amour, jalousie, romance, tragédie, peur et joies ». Le film est le dernier du premier âge d'or de l'animation mais est le premier à utiliser ce motif des trois amis.
À l'instar de Dumbo, mais à l'opposé de nombreuses productions Disney, Bambi ne possède pas de trame romantique, mêlant prince et princesse ou autre variante romantique même si plusieurs scènes évoquent l'amour, comme celle esquissée entre Bambi et Féline. Malgré cela, Bosley Crowther du Times trouve dans Bambi « une ombre de charme trop câline. » Pour Archer Winsten du New York Post, le film est le « moins accaparé par l'humour et les mimiques des œuvres ordinaires de Disney. »
Pour Mark Pinsky, le noyau du film est consacré à « l'amour, la famille et l'acceptation » et non à l'idéalisation des animaux et de la nature (cf. Réalisme naturel) ou à la dénonciation de la chasse (cf. Impact psychologique). Pinsky compare la naissance de Bambi à une « Nativité lustrée ». D'après le journal The New Republic du 29 juin 1942, le film Bambi est trop moraliste. Sean Griffin considère ces éléments sentimentaux (amour avec Féline, combat pour sa bien-aimée) comme surréalistes et qui s'associent bien avec les décors impressionnistes.
Le personnage de Fleur est aussi une morale sur l'acceptation d'autrui, « malgré son odeur naturelle, il reste une fleur et un ami fidèle et loyal de Bambi et Panpan. » Bambi émet un jugement d'acceptation innocent sans notion préconçue, faisant écho aux propos de Jésus dans l'Évangile selon Matthieu 25. Selon Pinsky, le Prince de la forêt n'est pas formellement déclaré, par la mère de Bambi, comme son géniteur pour de « bonnes raisons Disney ». Les normes familiales américaines à l'époque sont assez strictes et la notion de harde composée d'un mâle dominant et de nombreuses femelles, comparable à un harem, ne fait pas partie des bonnes mœurs. Le film véhicule, selon Pinsky, l'idée que le patriarcat est dans la nature des choses. Watts ajoute que la création du film contemporaine de la Dépression ajoute à nouveau une histoire d'un protagoniste vulnérable dont la vertu et la bravoure vont l'aider à surmonter les difficultés qui l'entourent [au catalogue des films Disney].
Plus tard, Bambi est un jeune adulte, il découvre le « batifolage » (approximation pour traduire le mot twitterpated inventé par Disney) avec une rapide explication du hibou, d'abord par l'intermédiaire des autres animaux, mais aussi, grâce à Féline, une jeune biche un peu plus âgée que lui. Pour Pinsky, le premier combat de Bambi pour Féline va à l'encontre des règles darwiniennes, le vainqueur n'est pas le plus fort, comme dans la nature (son adversaire est plus mûr que lui), mais celui au cœur le plus pur, l'amour et la détermination surpassant la force brute.

### Impact psychologique
Dans le film, Disney « force le spectateur à avoir des émotions en faisant appel à de larges gros plans sur les bébés animaux. » Selon Robin Allan, ces scènes provoquent des réflexes pavloviens amenant à avoir la larme à l'œil.
Le film parvient aussi « à exprimer visuellement la violence de la mort et de la privation présente dans le livre de Salten », tout en réduisant la violence explicite grâce à de nombreuses coupes décidées lors des sessions scénaristiques et des projections test (cadavre ensanglanté de la mère de Bambi et cadavre calciné du chasseur), amenant à une austérité et une sous-estimation visuelle proche de la tragédie grecque. L'un des sujets les plus débattus est la mort de la mère de Bambi et sur l'effet de la présence ou non d'une scène où l'on verrait la mère morte. Selon James Morrow dans un article de 1978, le film parvient à « représenter le traumatisme ultime de l'enfance de la perte d'un parent avec honnêteté et force. » Un autre point souvent abordé est l'impact sur l'acceptation de la chasse comme un sport.
Le film est à l'origine de deux notions de psychologie assez proches :
- L'effet Bambi, caractérisant la réaction qui minimise la mort d'un animal esthétiquement moins agréable à la vue par rapport à un autre plus agréable[171],[172] ;
- Le syndrome Bambi, caractérisant « une compassion et un attendrissement exagérés pour le sort des animaux[173] ». Cela entraîne parfois des problèmes pour les animaux quand l'homme pense faire un acte charitable, en approchant ou touchant un animal qu'il croit esseulé, mais le condamnant ainsi à l'exclusion par ses congénères[174].

#### La mort de la mère
Steven Watts rappelle que l'un des thèmes récurrents des longs métrages des années 1940, Pinocchio, Dumbo et Bambi est l'enfant orphelin ou isolé qui cherche la stabilité dans un milieu dangereux. Pour Allan, la scène centrale de la mort de la mère de Bambi a « provoqué un puissant effet sur les spectateurs aussi fort que la scène d'horreur de la Reine-Sorcière dans Blanche-Neige et les sept nains ». Mais comme l'indique Thomas et Johnston, la scène est l'objet de discussions récurrentes, constantes et de propositions presque évidentes.
Initialement, une scène montrant la mère de Bambi touchée à la tête par une balle et s'effondrant sur le flanc était prévue mais elle a été retirée pour laisser place à l'imagination du spectateur. Une autre scène possible, refusée par un Walt soucieux, était le retour de Bambi sur les lieux de la disparition de sa mère et la découverte d'empreintes et de traces de sang prouvant qu'elle aurait été traînée sur le sol par les chasseurs.
Les paroles du Prince de la forêt, « ta mère ne sera plus jamais à tes côtés » suivies d'un silence puis « viens », nouveau silence et « mon fils, viens » sont pour Pinsky beaucoup plus expressives qu'un simple « ta mère est morte. »
David Koenig s'amuse dans son livre Mouse Under Glass avec un classement du « niveau d'orphelinage » mesuré sur une échelle de 1 à 100, du plus antipathique ou plus pathétique-sympathique et y classe Bambi en troisième place derrière Penny dans Les Aventures de Bernard et Bianca (1977) et Quasimodo dans Le Bossu de Notre-Dame'et juste devant Dumbo.

#### L'homme prédateur
Thomas et Johnston, dans leurs ouvrages sur les méchants de Disney, déclarent que le plus grand danger vient de l'homme prédateur et de son fusil. Il est difficile de le cerner car « il n'y a aucune méchanceté dans son cœur lorsqu'il tue la mère de Bambi » et n'a « aucune pensée pour la peine qu'il peut engendrer aux animaux sauvages », même si ce dernier point humanise des animaux. Un autre méchant pourrait être les chiens de chasse qui poursuivent Féline, mais ils sont à la fois une extension de l'homme et guidés par leurs instincts naturels. Ils sont peut-être dangereux du point de vue des cerfs mais innocents dans l'esprit du spectateur. Le public, s'identifiant aux animaux, s'approprie une peine peut-être inexistante. Il garde en mémoire les conséquences d'un acte de chasse, ce qui engendre souvent une forte incompréhension des motivations des chasseurs.
Thomas et Johnston ajoutent un autre « méchant », le feu de forêt. Il génère dans le film une atmosphère terrifiante qui évoque toutes les catastrophes naturelles souvent plus violentes et destructrices que l'homme. Toutefois, ils écrivent que le film comporte à la fois la Nature et l'Homme comme antagonistes des animaux, et s'interrogent pour savoir qui pourrait résister à cette combinaison.
Le « syndrome Bambi » est longuement développé par Matt Cartmill dans A View to a Death in the Morning. Il écrit que de nombreux chasseurs considèrent Bambi comme la plus puissante œuvre de propagande anti-chasse jamais réalisée. Mark Pinsky écrit que Bambi a fait plus que de planter les graines de la lutte contre les armes à feu et de l'écologie parmi la génération du baby-boom que n'importe quelle œuvre populaire américaine. Pinsky associe le « syndrome Bambi » au mouvement anti-chasseurs américain, comme le fait David Payne cité dans From Mouse to Mermaid: The Politics of Film, Gender, and Culture. Le film provoque un sentiment d'opposition libérale parmi une génération d'environnementalistes ayant vu le film dans les années 1950, Douglas Brode et Whitley associent même cette notion psychologique, le « facteur Bambi » au « syndrome Bambi, ». En 2018, un braconnier multirécidiviste, coupable d'avoir tué, avec d'autres membres de sa famille, des centaines de cervidés sur une période de trois ans, est condammé par un juge de l'État américain du Missouri à une peine d'un an de prison, au cours de laquelle il devra regarder le long-métrage d'animation au moins une fois par mois,.

### Différences avec le livre, erreurs et incohérences
Les principales différences entre le livre de Felix Salten et le film sont principalement l'absence de Gobo, le frère de Féline et la présence d'un feu de forêt, mais d'autres points de divergence existent.
Robin Allan écrit que le film est une adaptation Disney du livre sur plusieurs points. Selon Allan, dans l'œuvre de Salten, « le monde dans lequel vivent les animaux est dangereux et violent ; ils doivent apprendre à s'y adapter et à survivre ». Le monde, dans le film de Disney est attendrissant et les animaux y sont « câlins ». Pour Allan, le livre de Salten possède « une clarté et une dignité » tandis que le film de Disney est « plein de caricatures et de comiques de cartoon ». Allan, comme déjà évoqué, explique que la forêt n'est pas réaliste ou du moins diffère de la version de Salten : c'est, chez Disney, une forêt de conifères dans l'Ouest américain et non une vieille forêt européenne composée de feuillus. Les fleurs rappellent leurs semblables anthropomorphiques de Fantasia avec leurs « deux yeux bleus battant des cils dans un duo amoureux ».
Cartmill écrit que les premières esquisses du film sont assez proches de l'œuvre de Salten, mais, au fur et à mesure, l'histoire se concentre sur les leçons données à Bambi par les autres animaux de la forêt, ce qui donne au film un goût de darwinisme, réminiscence du Livre de la jungle de Rudyard Kipling et au personnage de Bambi des airs de Mowgli sur quatre pattes.
Finch pousse ce commentaire plus loin. Il considère que dans les précédentes productions de Disney l'anthropomorphisme est acceptable. Les voix et les comportements humains des animaux ne dérangent pas, ni le fait que les comparses d'aventures de Pinocchio soient un cricket, un renard ou un chat, ni l'intelligence des oiseaux dans Blanche-Neige. Cette humanisation est toujours dans les « limites des expressions établies. » Mais Bambi est différent et oppose des animaux humanisés, auxquels il est possible de s'identifier, à son principal ennemi : l'Homme. La morale du film est une contradiction difficile à concilier et pourrait être Homo homini lupus est.

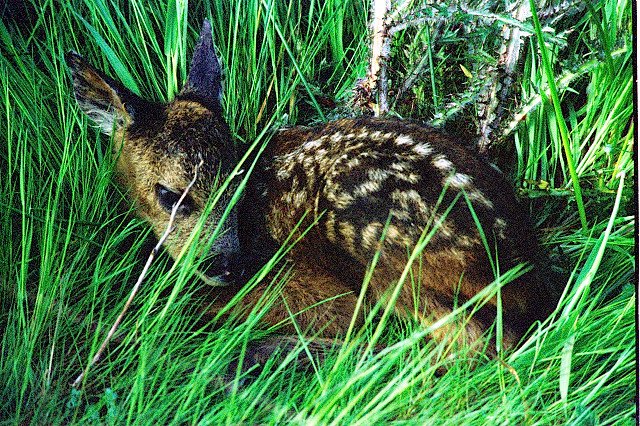
Jeune chevreuil sujet du roman de Felix Salten.

On peut aussi ajouter que les cervidés de Salten sont des chevreuils tandis que ceux de Disney sont des cerfs de Virginie, les chevreuils étant inconnus aux États-Unis. Une génération d'enfants germanophones a cru pendant longtemps que les chevreuils adultes portaient une ramure ramifiée à l'image du Prince de la forêt. Salten termine son histoire par un Bambi adulte qui s'impose en écartant deux jeunes faons. Franklin propose à Disney une autre chute : faire de cette fin un nouveau commencement, reprendre la scène du début avec Bambi comme nouveau Prince de la forêt. Disney reprendra ce schéma dans Le Roi lion, d'ailleurs inspiré du Roi Leo d'Osamu Tezuka, lui-même fervent admirateur de Bambi.
Comme à son habitude, David Koenig détaille les erreurs et incohérences persistantes, malgré la qualité du film, parmi d'autres :
- lorsque Bambi rencontre la mère Opossum et ses trois petits suspendus à un arbre, les jeunes sont placés sur le côté gauche de la mère mais quand Bambi met sa tête à l'envers, les petits se retrouvent sur son côté droit ;
- les yeux de Féline sont bleus sauf dans la scène du feu, lorsqu'elle est poursuivie par les chiens de chasse où ils sont marron ;
- après l'incendie, un raton-laveur nettoie son enfant avec sa langue sur la berge mais le petit disparaît brusquement, l'adulte continuant à laper l'air.

## Adaptations et produits dérivés

### Produits Disney
En 1963, Disneyland Records lance une gamme de disques avec un livret racontant l'histoire d'un film : celui de Bambi est publié lors de la seconde série en 1966.
Une adaptation en bande dessinée a été publiée en août 1975 dans le magazine Walt Disney Showcase. Le studio Disney produit en septembre 1978 un court métrage éducatif sur la notion de persévérance Bambi: A Lesson in Perseverance. Mark Arnold mentionne un one-shot en 1984.
Pour les attractions des parcs à thème, David Koenig considère que la seule qui eut été « logique » avec Bambi pour sujet aurait été « une salle de tir au fusil », « ce qui par chance n'a jamais été fait ».
En 1988, Bambi apparaît dans la scène finale du film Qui veut la peau de Roger Rabbit. Le lapin fait par ailleurs référence à son oncle Panpan dans la scène qui se déroule dans la cachette clandestine du bar, quand Eddie Valiant scie les menottes qui l'attachent à Roger et que celui-ci se lime les oreilles : « Mon oncle Panpan a eu une homologation musculaire et a dû prendre des tas de pilules et se faire faire des massages. »
Dans le jeu vidéo Kingdom Hearts, Bambi est un compagnon qui peut courir et attraper des items pour les quêtes.
Depuis fin 2004, les personnages de Bambi font partie de deux gammes de produits de Disney Consumer Products :
- Disney Cuties, gamme d'articles variés avec un design de personnages inspirés de la mode lancée par Pucca ;
- Disney Infant, gamme spécialisée dans les accessoires et objets périnataux, aux côtés de Winnie l'ourson.

En 2006, un film intitulé Bambi 2 est édité directement en vidéo aux États-Unis mais sort au cinéma dans plusieurs autres pays. Il propose une histoire s'insérant dans celle du film réalisé 60 ans auparavant.

### Inspiration
En 1971, dans Les diamants sont éternels (Diamonds Are Forever), un film de la série James Bond, deux des « méchantes » sont surnommées « Bambi » et « Thumper » (nom définitif de Panpan dans la version originale de Bambi).
L'idée de Disney de ne pas montrer les méchants (les chasseurs) mais de faire deviner leur présence par la musique a été reprise en 1975 par Steven Spielberg dans son troisième film, Les Dents de la mer : la musique permet de savoir que le requin est là, mais on ne le voit pas avant la moitié du film. Dans une interview, Spielberg déclare que Bambi était le film le plus émouvant qu'il ait vu.
Un épisode de la série télévisuelle d'animation les Animaniacs fait intervenir une parodie du film intitulée Bumbie the Dearest Deer.

### Remake
Fin janvier 2020, Hollywood Reporter annonce que Disney prépare un remake live du film, Geneva Robertson-Dworet et Lindsey Beer s'occuperont du scénario.